# История Кирово-Чепецкого химического комбината

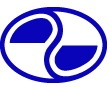
Логотип КЧХК.

Ки́рово-Чепе́цкий хими́ческий комбина́т и́мени Б. П. Константи́нова (КЧХК) — советское и российское химическое предприятие, существовавшее в городе Кирово-Чепецке Кировской области.
Было создано в 1938 году. С 1942 года стало именоваться «завод 752». 24 октября 1958 года состоялась передача завода в Минсредмаш СССР.
Приказом от 31 января 1966 года № 4671 для предприятия введено наименование «Кирово-Чепецкий химический завод».
18 апреля 1972 года было принято предложение о строительстве в Кирово-Чепецке крупного производства минеральных удобрений, в связи с чем 3 января 1978 года предприятие было реорганизовано в Кирово-Чепецкий химический комбинат, в составе которого организовали завод полимеров, завод минеральных удобрений и ремонтно-механический завод.
Преобразование КЧХК в акционерное общество произошло распоряжением Правительства России от 20 мая 1994 года. В 2003 году из состава КЧХК было выделено дочернее ООО «Завод полимеров КЧХК», в мае 2005 года создано дочернее ООО «ЗМУ КЧХК».
В 2008 году 100 % акций ОАО «КЧХК» перешло в собственность компании ОАО «ОХК „Уралхим“». Непрофильные для рынка минеральных удобрений активы (в частности, Завод полимеров КЧХК) были объединены в холдинг «ГалоПолимер».
В 2010 году ОАО «Кирово-Чепецкий химический комбинат им. Б. П. Константинова» было реорганизовано в форме его присоединения к Заводу минеральных удобрений КЧХК.

## Предвоенные и военные годы
Приказом заместителя наркома тяжёлой промышленности М. Г. Первухина от 27 сентября 1938 года местом строительства в Кировской области завода по выпуску удобрений (фосфора и диаммонийфосфата) был определён Просницкий промышленный узел в устье реки Чепцы, где в 1935 году постановлением Совета Труда и Обороны было намечено строительство ТЭЦ на местном торфе, а наркомат лесной промышленности запланировал создание крупнейшего ЦБК. Проектирование химзавода было поручено Государственному институту по проектированию заводов основной химии (Гипрохиму), а строительство — образованному 24 января 1939 года наркомату химической промышленности. В открытой переписке строящийся объект получил наименование «Завод „Ф“».
Первым директором завода стал Михаил Васильевич Крычков. Руководящий состав был сформирован в основном из специалистов, работавших в соседних районах Кировской области.
За предвоенные годы в эксплуатацию на строительной площадке был сдан ряд объектов инфраструктуры: контора, конюшня на 30 лошадей, склады горючего, извести и цемента, насосная станция, магазин, баня, столовая с кухней, а также восьмиквартирный и 2 двухквартирных дома, 3 общежития (на 36 человек каждое). К ноябрю 1940 года на строительстве завода было 140 постоянных и около 100 временных работников. Ряд объектов были введены заводом при долевом участии ТЭЦ: клуб и детсад на 35 мест. Основным транспортом на строительстве являлся гужевой: в отчёте за 1939 год сказано, что автотранспортом перевезено 5400 тонн грузов и израсходовано 302248 кг горючего, а гужевым транспортном — 12520 тонн и потрачено 22774 кг овса, 4290 кг отрубей и 34 тонны сена.
Важнейшим событием 1940 года в развитии промышленного узла стала укладка основного полотна железнодорожной ветки Бумкомбинат — Чепецкая, остававшейся подразделением завода до 1952 года (когда она была передана в ведение МПС СССР). 7 августа 1941 года была начата опытная эксплуатация железнодорожной линии.
Одновременно в районе деревни Прохоры созданной артелью строился кирпичный завод «Керамик», который был сдан 22 сентября 1941 года, что позволило начать возведение промышленных объектов. Годовая производительность производства красного кирпича достигала 1 миллиона штук (при сезонной работе). Из механизмов артель имела дизельный движок для подъёма тросами вагонеток с глиной из карьера к глиносмесителям. Остальные операции — погрузка, выгрузка глины, кирпича на сушку и из печей — осуществлялись вручную.
После начала Великой Отечественной войны постановлением СНК СССР от 13 июля 1941 года было предписано организовать на заводе «Ф» производство хлоргаза и пикриновой кислоты — сильного взрывчатого вещества, служившего начинкой артиллерийских снарядов. После проведения геодезических работ на заседании облисполкома утвердили проект землеотведения 250 га земли у колхозов «Социализм», им. Ворошилова, «Ореховский» и гослесофонда. Вскоре, 14 октября 1941 года постановлением Совета по эвакуации на этой территории было решено разместить эвакуируемый из Москвы завод 93 с перепрофилированием его на выпуск хлорной извести, хлороформа и хлорпикрина (в период 6 ноября по 13 февраля 1942 года, когда эвакуацию завода 93 остановили в связи с изменением оперативной обстановки под Москвой, прибыло 49 вагонов из 120 запланированных).. 15 марта 1942 года постановлением СНК СССР на той же площадке было решено создать производство каустика, хлорбензола и соляной кислоты, но 4 августа новым постановлением СНК СССР тематику изменили, предписав организовать к 1 декабря производство 15 тысяч тонн карбида кальция в год.
С начала 1942 года название завода в документации изменилось на «завод 752». С весны началось регулярное водное сообщение с Кировом и Слободским на двух катерах («Спартак» и «Химик») и грузовом шитике — барже грузоподъёмностью 100 тонн. С начала войны на работу было принято более 500 эвакуированных и беженцев из Ленинграда, Москвы, Украины, Белоруссии, Литвы, но уже в 1943—1944 годах началось их возвращение, замещаемое мобилизацией по трудовой повинности в районах области — в основном, девушками 16—25 лет.
Приступить к выполнению постановления о выпуске карбида кальция, производимого в электропечах, стало возможным с пуском Кирово-Чепецкой ТЭЦ в середине 1942 года. Другими предпосылками были наличие поблизости известняка и возможность подвоза по железной дороге кокса.

Печь обжига извести.

Пуск цеха состоялся 3 апреля 1943 года. Обожжённую известь получали в работающей на дровах печи обжига мощностью 7 тонн в сутки (5 — для карбида кальция и 2 — для хлорной извести).
На 1 января 1944 года жилой фонд завода состоял из 2569 м² в жилых домах и 2109 м² в бараках. В условиях дефицита электроэнергии по приказу директора М. В. Крычкова во всех домах и общежитиях демонтировали розетки и проводку к ним. В целях укрепления дисциплины были введены меры поощрения (первоочередная продажа стахановцам товаров по карточкам, дополнительное горячее питание, ремонт обуви и одежды) и наказания (снижение хлебного пайка на 100 грамм за прогул).
В этих условиях по приказу наркома химической промышленности от 6 февраля 1943 года на заводе приступили к организации нового производства — цеха «снаряжения боеприпасов» (химических мин типа «ОТ»). Уже с мая начали прибывать монтажники, что стало причиной «уплотнения» в посёлке до 3 м² на проживающего с предписанием установить в комнатах двухъярусные нары. Большие группы работников направлялись в город Дзержинск для практического обучения. Однако в январе 1945 года пришло распоряжение законсервировать подготовленное к пуску производство (цех № 5) — настолько далеко отошла линия фронта.
16 октября 1944 года приказом по заводу разрешили предоставлять отпуска подросткам до 16 лет, а 30 июля 1945 года постановлением Верховного Совета СССР отменённые на военное время отпуска были разрешены всем работникам.
В начале января 1946 года из заграничной командировки по подбору оборудования и документации для поставки в качестве военных трофеев вернулись главные технические специалисты завода. После этого с баз Кёнигсберга, Либавы и Клайпеды поступило более 400 вагонов с грузами. Был создан специальный отдел трофейного оборудования; его учёт находился на особом балансе по двум ведомствам — финансов и химической промышленности.
Первое на заводе производство — карбида кальция — было окончательно остановлено в 1952 году.

## Развитие завода полимеров

### Участие в атомной программе
Резкое изменение тематики завода произошло в 1946 году, когда завод 752 наравне со свердловским заводом 813 (ныне — Уральский электрохимический комбинат в городе Новоуральск) и челябинским заводом 817 (ныне — ПО «Маяк» в городе Озёрске) был включён в программу создания «советской атомной бомбы». Если на заводе 813 производилось диффузионное разделение изотопов урана 235U и 238U, на заводе 817 — строился атомный уран-графитовый реактор для получения оружейного плутония, то заводу 752 предстояло решить задачи промышленного производства гексафторида урана, необходимого для последующего обогащения урана.

Опытное производство гексафторида урана (именуемого в документах того периода «алив-6») было организовано на заводе 148 в городе Дзержинске, но было крайне ограниченным. Специальный комитет при СМ СССР направил на имя Председателя СМ СССР И. В. Сталина проект постановления по заводу 752, которое было утверждено 30 сентября 1946 года (№ 2226-914). В постановляющей части было указано:
Обязать МВД СССР (Круглова) и МХП (Первухина) построить и смонтировать на заводе 752 МХП по его проекту цеха по производству продукта «Алив-6» мощностью 1000 кг в сутки и специальной смазки № 189 с вводом в действие к 1 июля 1947 г., а также выполнить по согласованному графику необходимые вспомогательные сооружения. (…)
Разрешить МВД СССР организовать для выполнения работ строительное управление № 885.
Обязать МХП (Первухин) на основе разработанного проектного задания обеспечить стройуправление № 855 МВД рабочими чертежами в следующие сроки:

а) по строительству основных цехов производственных корпусов с 15 ноября по 15 декабря 1946 года;
б) по строительным рабочим проектам остальных объектов по 1 февраля 1947 года;
в) рабочие чертежи по монтажу технологического оборудования к 1 апреля 1947 года
Утвердить мероприятия по обеспечению строительства спеццехов на заводе 752.
Сроки пуска новых производств оказались в итоге сдвинутыми на полтора года из-за переноса сроков строительства на объектах заводов 813 и 817 (как указано в отчёте, представленном И. В. Сталину: «…вследствие научных и инженерных трудностей, обусловленных новизной уран-графитового котла…»
Начальником стройуправления № 855 МВД СССР в посёлке Кирово-Чепецком в октябре 1946 года был назначен Даниил Иосифович Лисица, а с апреля 1948 года — Владимир Иванович Канахистов. У строителей МВД в посёлке отсутствовала база, поэтому первые месяцы решались вопросы по её созданию. В состав стройуправления была передана также служба охраны завода, поскольку основную рабочую силу МВД составляли заключённые, что требовало формирования особой инфраструктуры: лагеря, бараков, казарм, ограждений.
В установленные сроки пройти обычные этапы создания промышленного производства (проектирование, подготовка строительной базы, изготовление оборудования, монтаж, наладка) было невозможно, поэтому на начальном этапе разрешили, во-первых, стройуправлению № 885 — осуществлять строительство завода 752 без утверждённых проектов и смет, согласовывая работы с министром химической промышленности СССР М. Г. Первухиным, и, во-вторых, Госбанку СССР — осуществлять финансирование этих работ по фактическим затратам.
Летом 1947 года контингент заключённых приступил к работам на строительстве титульных объектов. Согласно отчёту, строителей в конце года насчитывалось более 3500 человек, в том числе 540 вольнонаёмных. На стройке активно пользовались системой зачётов для заключённых, доведя к 1949 году показатель зачёта до 1 к 3 (с погашением годом работ трёх лет срока заключения).
20 июня 1947 года приказом министра химической промышленности СССР директором завода 752 был назначен Яков Филимонович Терещенко, возглавлявший предприятие вплоть до 1974 года. С именем Я. Ф. Терещенко связано не только развитие уникального производства, но и становление города Кирово-Чепецка.
Основные строительные работы начались с начала 1948 года, после получения проектной документации, создания строительной базы и заказа оборудования. Первое главное управление при СМ СССР организовало контрольную приёмочную инспекцию с представительством на всех заводах-изготовителях оборудования для спецпроизводств. Руководителям ГСПИ-3 (ныне — ОАО «Синтезпроект», город Москва), ГОСНИИ-42 (ныне — ФГУП «ГосНИИОХТ», город Москва) и завода 752 было поручено срочно разработать регламенты по получению продуктов «алив-6» (гексафторид урана), «алив-4» (тетрафторид урана) и специальных фторированных смазок.
Параллельно проходила комплектация кадров. В отчёте за 1948 год указано, что на завод принято 798 рабочих и специалистов, обучено и переквалифицировано — 840 человек. Помимо выпускников ремесленных училищ Кировской области по направлению Министерства трудовых ресурсов СССР прибыли: из Горького — машинисты и слесаря, из Тулы — аппаратчики, из Москвы — аппаратчики и машинисты, из Кемерово — лаборанты, из Казани — слесаря. Во всех цехах были организованы группы по профессиональному обучению. В августе 1948 года по направлению Министерства химической промышленности прибыли 52 молодых специалиста, что позволило провести назначения мастеров, начальников смен, инженеров. Тогда же, по направлению Министерства здравоохранения СССР, — первые 6 врачей, и с 1 сентября на заводе смогли открыть здравпункт. На завершающей стадии строительства, в феврале 1948 года, был проведён медицинский осмотр работников пусковых цехов, а с 8 марта начался приём в новой поликлинике медико-санитарного отдела завода. Помимо основного производства, к этому времени были организованы (построены и укомплектованы) все вспомогательные службы: цеха холодильных установок и технологических газов, пароводоснабжения, электроремонтный, связи и сигнализации, сетей и подстанций, ремонтно-механический, контрольно-измерительных приборов, антикоррозийный, ремонтно-строительный.
В соответствии с приказом МВД СССР в декабре 1948 года стройуправление № 885 было реорганизовано в строительный район № 3 в составе базирующегося в городе Глазове строительного управления № 904 (позже — № 384), для увеличения мобильности строительных кадров, технических и материальных ресурсов.

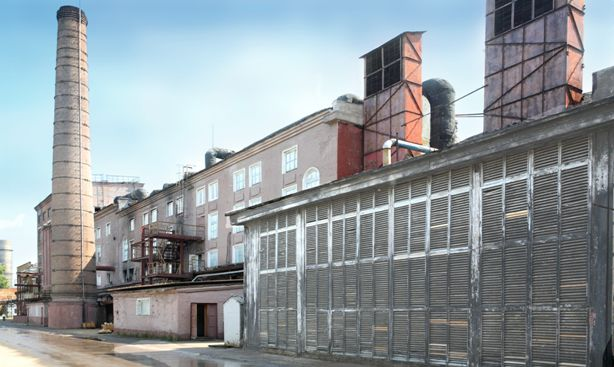
Цех № 1. Производство фтористого водорода.

Цеха фторной переработки урана подготовили к пуску весной 1949 года. 29 апреля акт о приёмке цеха № 1 в эксплуатацию был подписан Госкомиссией. Выполняемые в цехе технические мероприятия обеспечили в декабре 1950 года выпуск 42 тонн, в мае 1951-го — 60 тонн безводного фтористого водорода (что являлось проектной мощностью). Одновременно исследования в центральной заводской лаборатории позволили предложить новую технологию получения плавиковой кислоты с очень низким содержанием примесей путём разбавления чистой водой получаемого продукта (взамен многократной переочистки технической кислоты в платиновой аппаратуре). По решению министерства к ноябрю 1950 года был выполнен монтаж и состоялся пуск специальной установки на выпуск 1200 тонн плавиковой кислоты в год. После включения в июле 1952 года второй печи и ректификационной системы производственные мощности по безводному фтористому водороду в цехе № 1 достигли 1770 тонн в год (при проектной мощности 561 тонна) — при этом показатель был достигнут без нового строительства, за счёт осуществлённых собственными силами реконструкции и усовершенствования оборудования.
Фтористый водород цеха № 1 являлся сырьём при получении газообразного фтора в построенном для производства тетрафторида и гексафторида урана цехе № 2. 7 июля 1949 года подачей напряжения на электролиз впервые в СССР было начато промышленное производство фтора. 19 декабря 1949 года в цехе № 2 отделом технического контроля была принята первая в СССР промышленная партия гексафторида урана.

Параллельно была начата переработка в тетрафторид урана «вторичного продукта», выгружаемого из атомного котла после выделения плутония (цех № 93), с получением дополнительного сырья для цеха № 2. В связи с большой радиоактивностью поступающего диацетатного сырья 7 октября 1953 года на заводе была создана радиометрическая служба. После получения кондиционного продукта был подписан приказ директора, в котором говорилось:
Цех 93 считать пущенным с 6 февраля 1954 года, в связи с этим установить особо вредные условия труда, шестичасовой рабочий день, прочие льготы, оклады ИТР повысить на 15 %.
 Только в 1956 году опасное сырьё стало поступать в контейнерах и была механизирована его загрузка (до этого выгрузка из мешков производилась вручную).
В 1952 году, с целью удвоения производства гексафторида урана, началось строительство корпуса № 2А (принят государственной комиссией 23 июля 1953 года). Проводимые в дальнейшем технические мероприятия позволили за первые 15 лет работы производства поднять мощность производства более чем в 20 раз.
Наличие активных изотопов (Cs, Ru, Sr, Zr) в сырьё требовало их максимального отделения на первых этапах переработки, для чего в 1959 году была внедрена фильтрация технологических растворов на песчаных фильтрах перед стадией электролиза. Проблема утилизации твёрдых отходов, содержащих уран, была решена внедрением в августе 1961 года предложенной НИИ-10 (ныне — ВНИИ химической технологии) экстракционной схемы извлечения из них урана, в дальнейшем применённой также для самого диацетатного сырья. Специальные фильтры были разработаны для улавливания урана из образующихся газовых смесей: после скрубберной очистки, улавливающих фтористый водород и аммиак, следовали зернистые фильтры (опилки, стружки) и улавливающие аэрозоли фильтры из сверхтонких волокнистых материалов (фильтры Петрянова — сокращённо «ФП»). Проведённые в 1962 году специалистами НИФХИ им. Л. Я. Карпова исследования подтвердили эффективность метода: очистка составила 99,0—99,5 %, за год было уловлено 9 тонн урана. Сточные воды не могли бесконечно возвращаться в производство, поэтому в 1963 году их начинают очищать известкованием, потом добавляют соли железа, чтобы сорбировать на гидроокислы железа, с 1967 года стали добавлять магнезит и пропускать через силикагель. Содержание урана после такой очистки было на уровне ПДК, а β-активность снижалась до нормы смешением с нерадиоактивными сточными водами завода. Окончательное решение по вопросу локализации радиоактивных вод было принято 30 марта 1967 года путём организации их глубинного подземного захоронения.

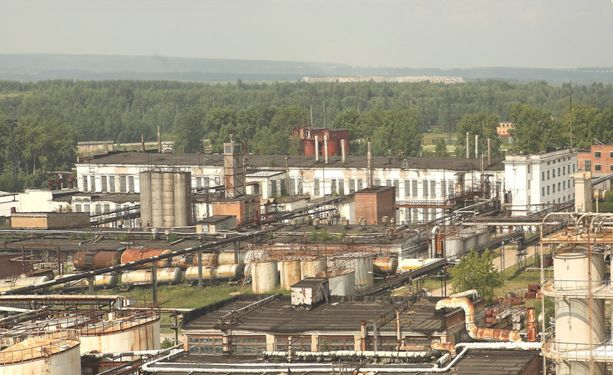
Цех № 93. Производство тетрафторида урана.

В 1973—1975 годах была внедрена новая технология по ректификации гексафторида урана для снижения содержания примесей фторидов различных элементов. Химическими приёмами в цехах № 93 и № 2 достигался уровень их содержания в 10−5—10−7 %, но при многократной циркуляции в разделительных машинах это количество примесей способствовало образованию «пробок». Специалисты Института атомной энергии имени И. В. Курчатова предложили физико-химический способ очистки продукта — ректификацию. При нормальном давлении гексафторид урана не образует жидкой фазы, сублимируясь из твёрдой фазы в газообразную. Однако  удалось подобрать режим его перехода в жидкую фазу при некоторых повышенных давлениях и подвергнуть ректификации на специальной установке, разработка и внедрение которой получили название «Колонна». Создание жидкого продукта открыло новые возможности в его транспортировке и использовании у потребителей, а содержание некоторых примесей было снижено очень значительно: молибдена — в 300 раз, хрома — в 25, азота и титана — в 10 раз.
После организации производств гексафторида урана на Урале и в Сибири, в конце 1974 года на КЧХЗ поступило распоряжение министерства о прекращении его выпуска в Кирово-Чепецке с 1 января 1976 года. В цехе № 93 с 1977 года была организована переработка отходов от других заводов Минсредмаша с выпуском тетрафторида урана в виде товарного продукта. Для каждого вида урановых отходов, имевших разный состав и структуру (называемые грильяжем прокалённые отходы, концентрат, диацетат, кальциевые соли, закись-окись), специалисты цеха и центральной заводской лаборатории разрабатывали свою технологию. Условия переработки касались, в основном, экстракционных рецептур. С 1980 года начался выпуск тетрафторида урана повышенного качества, пригодного для изготовления специзделий. В 1986 году постановление ЦК КПСС и СМ СССР наметило увеличение этого производства, но в начале 1990-х годов ситуация изменилась, и производство в цехе № 93 было законсервировано.
Другим направлением продолжения работы цеха № 93 стала реализация поступившего в 1977 году от ВНИИХТ предложения по использованию отвального гексафторида урана для фторирования органических продуктов. В качестве восстановителя был предложен перхлорэтилен, в качестве продуктов реакции при этом получался тетрафторид урана (который нелетуч и хранится при нормальном давлении) и  1,2-Дифтортетрахлорэтан (фреон-112), перерабатываемый в востребованный фреон-113. Процесс одновременного получения ликвидного фреона и превращения неудобного для хранения гексафторида в удобную форму тетрафторида был подтверждён в лабораторных условиях, а затем на опытной установке (проработавшей с августа 1982 по декабрь 1984 года), и был запущен на промышленной установке 19 ноября 1984 года. Год спустя, 10 декабря 1985 года, участок с установкой, получившей наименование «НИВА», был выделен в отдельный цех № 100. После подписания СССР Монреальского протокола фреон-113 попал в список запрещённых к производству, что привело к консервации цеха.

### Первые фторорганические продукты
Другой важной задачей по обеспечению работы заводов 813 и 817 являлось создание новых материалов, выдерживающих насыщенные среды радиоактивных продуктов. Основные усилия были сосредоточены на отработке технологии производства политетрафторэтилена, получившего в СССР наименование «фторопласт-4». 15 марта 1948 года вышло распоряжение Совета Министров СССР, в котором предписывалось:
Обязать Минхимпром:

а) смонтировать в Государственном институте прикладной химии (ГИПХ) к 1 июля 1948 г. установку для производства тетрафторэтилена пиролизом фреона-22 и разгонкой по методу НИИПП  с суточной производительностью 10 кг чистого тетрафторэтилена,
б) смонтировать в НИИПП к 1 июня 1948 г. установку для полимеризации тетрафторэтилена, полученного из ГИПХа, с суточной производительностью 10 кг, а также обеспечить работы по изысканию методов переработки порошкового политетрафторэтилена в изделия, в первую очередь прокладок для фланцев, по техническим условиям и эскизам лаборатории № 2 Академии наук СССР….
 Данные ГИПХа для промышленного производства фреона-22 и тетрафторэтилена были выданы на завод 752 в конце 1950 года.
Одновременно с созданием производства фреона-22 на заводе была решена задача, поставленная в июне 1949 года постановлением Совета Министров СССР «Об организации производства домашних холодильников», для чего на заводе по схожей технологии было налажено получение бытового хладагента — фреона-12. Проект на его производство был утверждён в ноябре 1950 года, опытный пуск установки проведён 20 ноября 1951 года, а выпуск продукции начался в январе 1952 года.
Через три месяца было начато производство фреона-22. В мае 1952 года первые тонны продукта были отправлены в ГИПХ, где работала опытная установка по получению тетрафторэтилена, в свою очередь направляемого на полимеризацию в НИИПП.
Исключительная стойкость фторорганических жидкостей к окислителям, термическая стабильность, малое поверхностное натяжение позволяют использовать их в качестве масел, смазок, затворных жидкостей при работе с агрессивными средами. Первой разработкой по получению материала этого класса стала созданная в Уральском политехническом институте смазка УПИ, опытно-промышленное производство которой было освоено на заводе 148 в Дзержинске. По предложению Минсредмаша в мае 1963 года подобную установку смонтировали на заводе 752; на ней отработали выделение из трансформаторного масла нужной фракции углеводородного сырья с последующим фторированием, режимы очистки и перегонки с выделением целевых фракций: УПИ, М-1 (манометрической) и Б-1 (балансировочной). Постановление СМ СССР от 10 сентября 1963 года и распоряжение Госстроя СССР от 10 октября поставили задачу строительства на заводе цеха по производству таких смазок. К апрелю 1964 года была подготовлена технологическая часть проекта, 20 августа 1965 года построенный корпус был передан под пусконаладку, в апреле 1966 года производство смазок УПИ и жидкостей М-1 и Б-1 вышло на проектную мощность. Позже цехом № 2 были освоены другие фторированные смазки: КС (химическая формула CnF2n+2, где n от 15 до 25), КСТ (в 1978 году, для смазки трущихся частей машин и приборов, работающих в агрессивных средах, для заполнения уплотнений вращающихся валов), КСК (в 1988 году, для облегчения механической обработки вязких легированных сталей, твёрдых металлов, меди, никеля и иных), КСКФ (в 1988 году, для волочения танталовой проволоки).
В 1986 году в цехе № 2 было освоено производство фторированного углеродного волокна для получения катодного материала ИТГ-124 для малогабаритных батареек (химического источника тока). В дальнейшем оно было расширено с ростом ассортимента фторированных волокон, была разработана технология фторирования порошкообразного сырья (сажа марки Т900) с получением новых продуктов для различных классов техники.

### «Кормилец термоядерной отрасли»
21 января 1951 года вышло Постановление СМ СССР о строительстве на заводе 752 производства обогащённого лития-6 (6Li), необходимого для получения дейтерида лития-6 6LiD (или 6Li2H), являющегося основным компонентом термоядерного оружия. В этот же день главным инженером завода был назначен Борис Петрович Зверев, оставивший после себя крупную инженерную школу.
Метод выделения этого изотопа был разработан учёными ЛФТИ под руководством Б. П. Константинова, который стал научным руководителем создания его производства в СССР. В 1952—1955 годах Б. П. Константинов интенсивно работал на заводе 752.
16 июля 1951 года директор завода Я. Ф. Терещенко в отчёте министерству подтвердил получение проектной документации, вскоре был утверждён штат нового цеха (№ 49) в количестве 530 человек. Параллельно со строительством группа учёных и проектировщиков проводила теоретическое обучение инженерно-технических работников цеха.
В ходе работ по созданию производства энергозатратный способ получения изотопа с использованием множества ступеней (электролизёров), требовавший большого числа циклов (включая ручные операции), повторяемых на большом количестве аппаратов, был заменён многоступенчатым процессом в одном агрегате. Акт о приёмке цеха в эксплуатацию был утверждён министром химической промышленности СССР С. М. Тихомировым 17 сентября 1952 года.
Сложной проблемой оказалась герметизация электролизёров. Их рабочая среда была многокомпонентной (ртуть-электролит-газ), несовершенство оборудования приводило к выбросам ртути, загазованность ею помещений превышала допустимые нормы, поэтому в цехе создали службу дегазации и уборки проливов ртути.

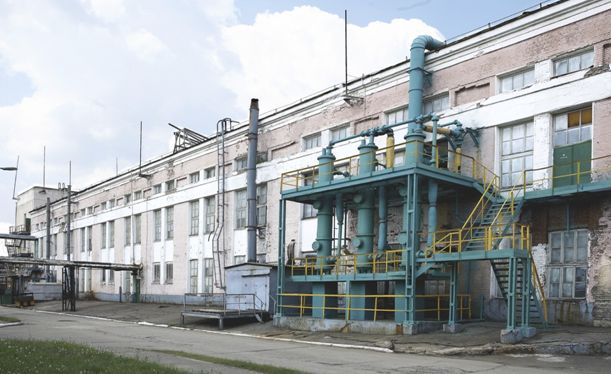
Цех № 49. 1-я очередь производства изотопа ^{6}Li.

Результаты освоения нового производства с выходом на концентрацию продукта в 25 % были рассмотрены 12 марта 1953 года на совещании в ПГУ при СМ СССР. Новой задачей стало достижение 40-процентной концентрации ко второму кварталу 1953 года, для чего среди других мер устанавливался порядок, при котором научные руководители Б. П. Константинов и Л. М. Якименко могли выезжать из Кирово-Чепецка только по разрешению руководства министерства или ПГУ при СМ СССР. Главной задачей была определена разработка мероприятий и графика работ выхода на 90-процентную концентрацию готового продукта. 10 декабря новые задания были утверждены.
12 августа 1953 года в СССР прошло первое испытание водородной бомбы (устройства РДС-6с). В условиях гонки по наращиванию термоядерного потенциала требовалось значительное увеличение выпуска освоенного продукта. Решением СМ СССР заводу 752 было поручено увеличить мощность производства вдвое в 1955 году и ещё впятеро в 1956 году. Кроме того, было решено в сжатые сроки построить вторую очередь (цех № 105) с согласованием рабочих чертежей до 10 мая 1955 года. Таким образом, с 1954 года одновременно интенсивно проводилась реконструкция цеха № 49 и строился новый цех № 105. В основу реконструкции и новых проектных решений были положены предложения, высказанные Б. П. Константиновым при подведении итогов работы ЛФТИ за 1954 год: замена электролитического способа обогащения на обменный метод в системе амальгама-щёлочь и замена горизонтальных обменных агрегатов (с вращающимися корпусами или вращающейся насадкой) на вертикальные обменные колонки с неподвижной насадкой.
В мае 1958 года решением комитета по Ленинским премиям награда была присуждена группе участников решения крупнейшей народнохозяйственной и оборонной задачи за «усовершенствование химической технологии». В числе лауреатов были научный руководитель производства Б. П. Константинов, директор завода Я. Ф. Терещенко, главный инженер завода Б. П. Зверев, начальник цеха № 49 В. Н. Эльский.

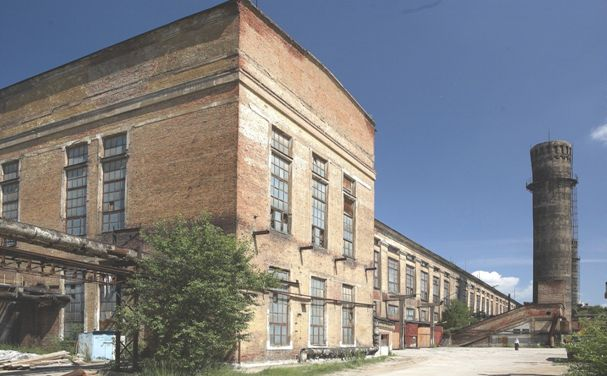
Цех № 105. 2-я очередь производства изотопа ^{6}Li.

24 октября 1958 году состоялась передача химического завода из Госкомитета СМ СССР по химии (образованного незадолго до того, 18 июня, из Минхимпрома СССР) в атомное ведомство — Минсредмаш СССР.
Приёмка цеха № 105 госкомиссией состоялась 2 декабря 1958 года. Устаревшее оборудование цеха № 49 в середине 1959 года было выведено из промышленной эксплуатации, а в 1961 году переведено в режим консервации. Работы по совершенствованию производства проводились в постоянном режиме — справка, подготовленная в 1966 году, показала, что за период с 1952 года по 1959 год проектная мощность цеха № 49 была превышена в 30 раз, проектная (изначально кратно большая) мощность цеха № 105 с 1958 года — в 15 раз. Специалисты завода помогли создать аналогичные производства в нескольких городах СССР, и в начале 1971 года СМ СССР принял постановление о консервации цеха № 105 к 1 января 1972 года. Было рекомендовано перепрофилировать здание и оборудование для производства едкого калия, ртуть оставить на заводе и использовать в производстве хлора.

18 января 1971 года завод был награждён Орденом Трудового Красного Знамени. На торжественном собрании, состоявшемся по этому поводу, от имени учёных-физиков выступил академик И. К. Кикоин:
…Я лично питаю к вам особое, очень тёплое чувство… Сейчас вы поймёте, почему. Нам приходится отвечать за одну очень важную отрасль промышленности, которую нужно питать в прямом смысле этого слова. У русских людей считается самым важным и любимым кто? Кормилец. Вот вы и являетесь кормильцами нашей отрасли промышленности. Ваш продукт отменного качества в изобилии поставляется нашим машинам и аппаратам. Мы все благодарны вам и желаем в этом деле больших успехов…
 …От имени нашего института я хочу вручить вашему коллективу памятную медаль с барельефом великого советского учёного И. В. Курчатова, которую мы обычно вручаем самым почётным, самым уважаемым и любимым людям. На обратной стороне медали написано: «Кирово-Чепецкому химическому заводу — нашему кормильцу и поильцу».

### Революция в хлорном производстве
Указания об организации производства хлора и каустика на заводе 752 содержались во всех относящихся к нему постановлениях, начиная с 1941 года, менялись только продукты, которые предлагалось получать из хлора: сначала это были хлорпикрин и хлороформ, в 1942 году — хлорбензол, товарный хлор и соляная кислота, в 1945 году — трихлорэтилен. Оборудование для производства хлора (35 ртутных ванн) было получено заводом из Германии в составе репараций. Интерес к хлорорганическим продуктам в СССР постоянно возрастал — без них нельзя представить развитую химическую промышленность (в частности, на самом заводе хлор был основой цепочки хлороформ → фреон → фторопласт, и его отсутствие сдерживало развитие всего предприятия). Без каустика было невозможно развитие бумажной промышленности или производство волокон. Поэтому 12 июля 1947 года на завод вновь поступило предписание организовать необъодимое строительство и смонтировать немецкие ванны.
Однако в 1951 году в построенных корпусах было размещено приоритетное производство лёгкого изотопа лития. Только в конце 1953 года появилась возможность возобновить работы по новым цехам хлорной группы (№№ 82, 33 и 110). Основной рабочей силой были заключённые строительного управления МВД (руководитель — полковник А. П. Троегубов). Устаревшая проектная документация 1947 года перерабатывалась и поступала на завод весь 1954 год.
В августе 1954 года на стажировку в город Дзержинск была направлена первая группа из 30 аппаратчиков, затем — группы слесарей, электриков, аппаратчиков. 30 апреля 1955 года был подписан акт госкомиссии о приёмке цеха № 82 (электролиза), 9 мая было пущено отделение сжижения хлора.
Использованный на заводе электролиз поваренной соли с ртутным жидким катодом в сравнении с другими электрохимическими методами получения щёлоков даёт продукт со значительно более высокой чистотой, чем при диафрагменном способе, и проще по организации процесса чем третий, мембранный метод. Руководство министерства приказом от 21 июня 1956 года дало указание увеличить выпуск каустика (являющегося вторым, помимо хлора, продуктом элетролиза) до 22000 тонн в год к 1957 году. В ходе мероприятий по достижению этого показателя нагрузку трофейных электролизёров (12 кА) увеличили сначала до 18 кА, затем до 24 кА. К началу 1958 года на этой нагрузке работали уже 63 электролизёра, была начата переработка ртутьсодержащих шламов и сточных вод цехов № 82 и № 105 (ежемесячно выделялось до 2 тонн ртути).

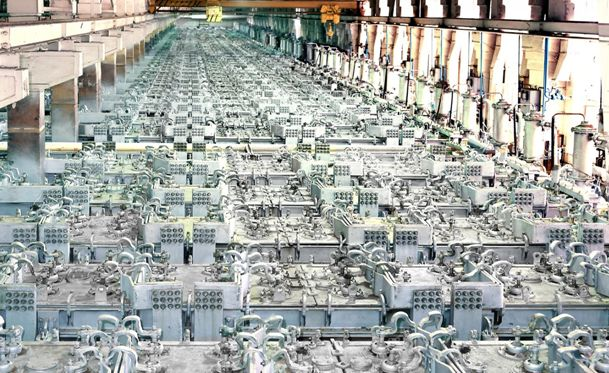
Цех № 82. Электролизёры.

Когда потолок производительности имеющейся аппаратуры был достигнут (он соответствовал нагрузке на электролизёре в 30 кА), главным инженером Б. П. Зверевым было принято решение выполнить своими силами полный цикл создания нового поколения оборудования — от разработки принципиальной схемы и проектирования до его изготовления. Фактическим руководителем решения проблемы создания мощного электролизёра стал Е. И. Романов, назначенный заместителем начальника проектно-конструкторского отдела (ПКО) завода. Работа в ПКО над конструкцией электролизёра под нагрузку в 100 кА сопровождалась подготовкой реконструкции всех технологических узлов .
По проекту, законченному во второй половине 1960 года, в ремонтно-механическом цехе (РМЦ) завода был изготовлен опытный образец первой промышленной ванны на 100 кА. К марту 1961 года он был смонтирован в цехе и предъявлен для приёмки. 22 марта на межведомственном совещании было принято решение о финансировании мероприятий по реконструкции цехов электролиза (№ 82 и 49) под проектируемое оборудование.
Одновременно с освоением нового электролизёра (названного Р-20) начали заниматься металлическими анодами (сначала титан-платина, затем титан-рутений), для чего организовали мастерскую, в которой титановые аноды щёлочного типа покрывали оксирутениевой мастикой. В технологию цехов были введены устойчивые к коррозии титановые насосы, теплообменники, трубопроводы и арматура. Тогда же, в 1961—1964 годах, были внедрены отстойники Дорра, насыпные фильтры, новая система охлаждения хлора с рециркуляцией хладагента.
В начале 1964 года в РМЦ было открыто производство электролизёров Р-20. Макет электролизёра Р-20 в натуральную величину был представлен на ВДНХ, где получил золотую медаль. В 1965—1966 годах их изготавливали по 20 штук в год. В ходе наладочных работ были проведены успешные испытания оборудования на нагрузку 125 кА, что позволило за счёт конструктивного резерва перевести Р-20 на повышенную нагрузку.
22 декабря 1965 года вышло постановление Совет министров СССР о доведении на заводе 752 мощности по производству хлора и каустика до 84 тысяч тонн в год. В 1969 году появилось новое задание — увеличить выпуск хлора сначала до 110, а потом и до 126 тысяч тонн в год. В ПКО завода вновь решили интенсифицировать оборудование, увеличив плотность тока с 7,5 кА/м² до 10 кА/м² за счёт регулировки межэлектронного пространства. Новая конструкция электролизёра, названая Р-20М, сначала испытывалась на нагрузку в 150 кА, потом 180, а позже на 200 кА. В 1969 году их изготовили 33 единицы и смонтировали в цехе, при этом производительность труда выросла в 4,7 раза, себестоимость снизилась вдвое, расход электроэнергии на 15 %, ртути на 30 %, а также на треть сократилось содержание хлора и ртути в воздухе зала. Удачная конструкция Р-20М не нашла поддержки в организации её производства на каком-либо машиностроительном предприятии, но с успехом используется до настоящего времени.
В 1973 году было организовано отделение по покрытию анодов для электролизёров окисло-рутеневым составом. В дальнейшем модернизация ртутного электролиза не производилась, следствием чего стало сохранение повышенного расхода ртути на единицу продукции (в 20—30 раз относительно современных производств), наличие выбросов водорода в атмосферу после разложения амальгамы, архаичного способа растворения соли (путём поливания концентрированным раствором анолита добавляемой грейдером массы соли).

### Фторопласты и изделия из них

#### Первое производство фторопластов
Выпускаемый на заводе с апреля 1952 года фреон-22 поставлялся в ГИПХ, где работала опытная установка по получению тетрафторэтилена (в кварцевой трубке с электрогреющим элементом).

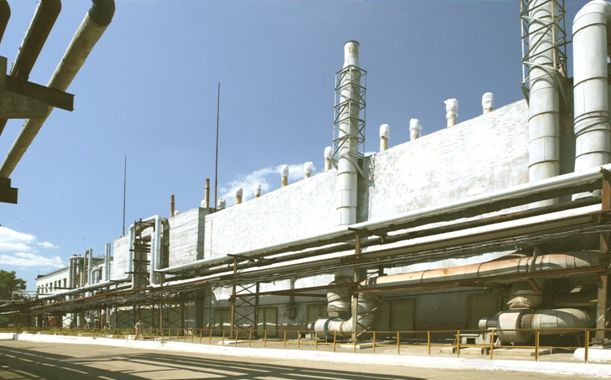
Цех № 76. Производство фторопласта-4.

В 1961—1962 годах были внедрены на стадии пиролиза печи с непосредственным подводом напряжения к пиролизной трубке; установлены улавливатели хлористого водорода на абсорбции из газов синтеза фреона-22; изготовлены и внедрены тарельчатые колонны на ректификации фреона-22; смонтирована установка по фторхимическому бромированию содержащих тетрафторэтилен сдувок с получением фреона-114В2, используемого в качестве пожаротушащего средства.

#### Переработка фторопластов
Выпуск заводом уникального по свойствам фторопласта-4 позволил организовать его применение в условиях собственных технологических цехов, использующих высокоагрессивные среды. Первоначально на антикоррозионном участке (№ 48) было организовано изготовление прокладок и других простейших изделий, затем разработаны и освоены производства фторопластовых труб, лабораторной посуды и сосудов, футерованных фторопластом насосов АРТ-60 и фасонных частей трубопроводов. С 1964 года был начат выпуск изделий из фторопласта-4 в качестве товарной продукции. В 1965 году было принято решение о строительстве на заводе самостоятельного цеха по переработке фторопластов в изделия. Большая работа в 1965—1966 годах была проведена по рекламе фторопластов и изделий из них, был создан первый тематический каталог, изданный через Внешторгиздатом на венгерской полиграфической базе и ставший эталонным.
В 1965 году на участке был организован выпуск сильфонов, ленты ФУМ («фторопластовый уплотнительный материал»), композиций с графитом и фтористым кальцием, изделий из фторопласта-40 и 42. В течение 1967—1970 годов — освоены изделия из композиций фторопластов с различными наполнителями (коллоидным графитом, асбестом, стеклом), приобретены и внедрены литьевые и экструзионные машины. Среди новых изделий появились каладированная лента, сосуды объёмом от 1 до 25 литров, армированные шланги из Ф-4 и Ф4Д, манжеты из СКФ-32. Получение в цехе № 76 свободносыпучего Ф-4 позволило перейти к автоматическому способу прессования.
Строительство нового корпуса (№ 200) было завершено к октябрю 1970 года. 17 ноября 1971 года рабочей комиссией была принята в эксплуатацию первая очередь нового производства, в которую вошли печное, сантехническое, щитовое оборудование, частично прессовое отделение и оборудование для производства ленты СКЛ и ленты ФУМ. Каладированная лента СКЛ из фторопласта-4Д толщиной 45 и 70 микрон для изоляции специальных проводов, работающих в условиях высоких и ультравысоких частот на космических объектах и в военной технике, ранее выпускаемая на опытном участке в НИИПП, была освоена заводом в промышленном объёме (420 тонн в год) в 1972 году. В дальнейшем производство СКЛ дважды (в 1976 и 1978 годах) подвергалось реконструкции, с расширением выпуска до 130 тонн в месяц.
27 ноября 1973 года цех № 200 был выделен в самостоятельное подразделение. Вторая очередь цеха была сдана в 1975 году, в ходе её освоения были разработаны и смонтированы экструзионные линии для изготовления труб диаметром 30÷190 мм длиной более 2 метров. В целом за успехи в области переработки фторопластов в изделия предприятием было получено 80 медалей ВДНХ (из которых 3 — золотые) и 40 авторских свидетельств на изобретения. По специальному заданию министерства в цехе изготовили ёмкостное оборудование объёмом от 400 до 2000 литров и запорную арматуру для нейтринного телескопа на Баксанской обсерватории. По проекту Московского института тонкой химической технологии было освоено вибрационное прессование пластин 500х1100 мм из сыпучего порошка Ф-4, создана установка по автоматическому прессованию пластин 290х290 мм.
В 1990 году выпуск изделий из фторопластов достиг 2786 тонн. Спецификой их изготовления были различные способы переработки: холодным прессованием и выпечкой прессованных заготовок, горячим прессованием, экструзией паст (смеси с углеводородами) и литьём; для каждого изделия и каждого фторопласта в каждом из процессов переработки требовалась своя оснастка, для разработки и производства которой в цехе был создан крупный инструментальный участок.
В 1990-е годы с ликвидацией плановых поставок и снижением заказов на специальную технику объём производства в цехе упал. Совместно с отделом маркетинга и отделом внешнеэкономических связей комбината специалистами цеха были найдены новые области применения фторопластов и новые потребители, что позволило к середине десятилетия достигнуть 60 % объёма 1990 года. Тогда же было освоено футерование листовым фторопластом технологического оборудования для химических производств и технология сварки фторопласта.

### Производство хлороформа и хлористого кальция
Производства хлороформа и хлористого кальция объединены в единое хлорное производство.
Строительство цеха № 110 (производство хлористого кальция) было завершено 25 марта 1957 года.

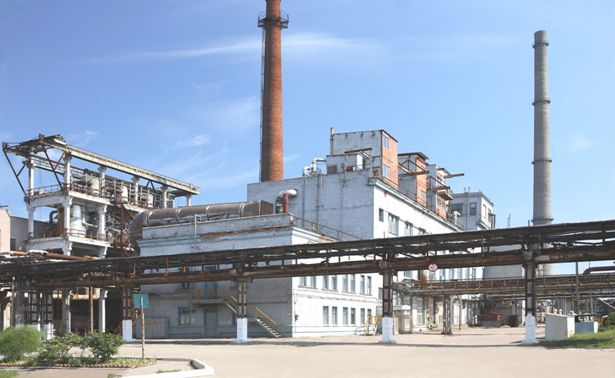
Цех № 33. Производство хлороформа.

В 1960 году была наработана партия хлоралевого хлороформа и по отдельной «нитке» переработана во фреон-22, далее в мономер-4 и далее во фторопласт-4. Вскоре после получения хлоралевого хлороформа, в апреле 1962 года завод отказался от фондов на получение хлороформа из Чапаевска.

### ТХАН — к XXIV съезду КПСС
Появление в составе завода производства гербицидов (цех № 160) произошло по инициативе главного инженера Б. П. Зверева, поддержанной Кировским обкомом КПСС в виде обращения в ЦК КПСС. 13 мая 1963 года вышло постановление СМ СССР о выпуске на заводе трихлорацетата натрия (ТХАН), получаемого окислением хлораля концентрированной азотной кислотой. К концу лета проектное задание прошло согласования и было представлено на утверждение. В проект вошли предложения хлорного института об использовании стального (футерованного диабазовой плиткой) оборудования реакторов (вместо намеченного ранее эмалированного), о применении для трубопроводов и запорной арматуры фарфоровых элементов (производства Японии и ГДР), а также об увеличении проектной мощности получения хлораля с возможностью его передачи в цех № 33 для дополнительного выпуска хлороформа. В 1964—1965 годах заводом была разработана и смонтирована опытная установка для отработки режимов окисления, сопровождавшихся неконтролируемыми локальными взрывами. На основании полученных результатов хлорный институт рекомендовал снизить концентрацию кислоты до 60 %. Монтаж основного оборудования был проведён параллельно с опытными работами, что позволило 24 января 1966 года ввести цех в эксплуатацию. Через три дня был запущен в работу 1-й каскад окисления, 29 января — включено отделение нейтрализации, 31-го — выпарки и кристаллизации, 2 февраля — центрифугирования, 15-го — в ЦК КПСС был направлен рапорт о выпуске продукции в преддверии XXIV съезда КПСС.

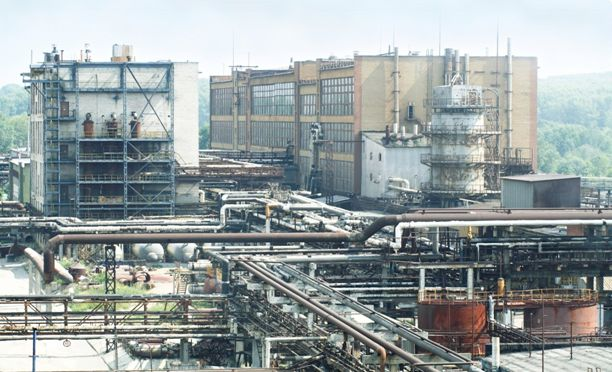
Цех № 160. Производство ТХАН.

После успешного выполнения планового задания 1-го квартала 1966 года руководство завода добилось закрытия единственного существовавшего производства ТХАН в Киеве, гарантировав обеспечение всех потребителей. 10 июня была начата работа по пуску цехового отделения по производству хлораля (ранее заимствуемого в цехе № 33).
После начала пусконаладочных работ появились опасные газовки, связанные с разрушениями фарфоровых элементов трубопроводов, арматуры и насосов, из-за чего в цехе был проведён завершённый в 1 квартале 1967 года массовый перемонтаж всей гарнитуры на фторопластовую и титановую. Вскоре из министерства поступило задание увеличить производство хлороформа (и, соответственно, хлораля) до 25 тысяч тонн в год. В ходе его реализации на основании дополнительного проекта был выполнен монтаж новых систем хлорирования спирта. Внедрённый в цехе процесс окисления хлораля с поддувом кислорода позволил десятикратно снизить удельную расходную норму азотной кислоты. В 4 квартале 1967 года была пущена установка по сжиганию фракции, содержащей хлорпикрин (токсичное вещество, образующееся при окислении хлораля), — до её запуска эту фракцию вывозили и сжигали в полевых условиях, что являлось источником экологической опасности.

### Освоение фторсополимеров и фторкаучуков
25 июня 1958 года вышло распоряжение заместителя председателя СМ СССР Д. Ф. Устинова о производстве фторсополимеров на заводе 752. 28 июля Государственный комитет по химии при Госплане СССР конкретизировал задание, включив в план научно-исследовательских работ разработку производств фторкаучуков, морозостойких каучуков, димеров и фторокисей, для чего в системе ГИПХа был создан учёный совет по фторорганике. Первоначальное проектное задание, подготовленное ГИПХ, специалисты завода, прошедшие школу освоения производств фреона-22, М-4 и фторопласта-4, вернули с 10 страницами замечаний. Одной из нерешённых проблем была транспортировка тетрафторэтилена на километровое расстояние от места его получения к планируемому производству сополимеров, поскольку даже на расстоянии в 10 метров не удавалось избежать забивки труб.

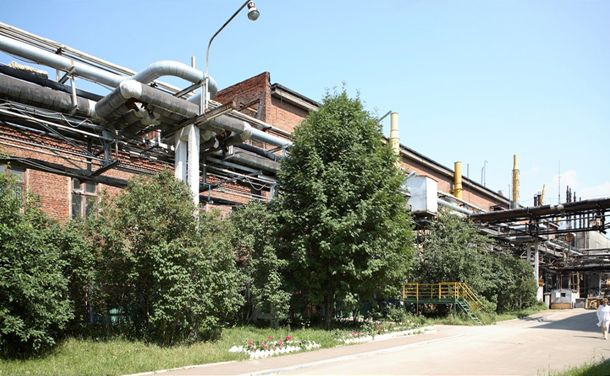
Цех № 145. Производство фторсополимеров.

16 ноября 1960 года с НИИПП был согласован вопрос о проектировании технологии получения гексафторпропилена (М-6) непосредственно из тетрафторэтилена (М-4). Этилен для производства фторопласта-40 (сополимера тетрафторэтилена с этиленом) первоначально получали гидрированием пищевого этилового спирта на окиси алюминия; через несколько лет, научившись замерять микропримеси в мономерах, начали использовать этилен, получаемый при переработке нефти. В конце 1960 года из ГИПХ на завод поступили данные о выявлении у фтористого винилидена (М-2) свойств взрывоопасности, не учтённых в проекте, из-за чего пришлось разработать специальные мероприятия для работы со смонтированными электрооборудованием и приборами нормального исполнения, а затем их заменить в первые годы работы).
Пусковые работы в новых цехах № 144 и № 145 были проведены в апреле 1961 года. В ночь на 12 апреля в цехе № 144 был получен фреона-142в, к 18 апреля был наработан его необходимый объём для пуска производства мономера-2. 25 апреля мономер-2 был передан в цех № 145 для пусковых работ на производстве фторопласта-42, первую партию которого получили через три дня.
Одновременно в цехе № 144 был проведён пуск производства фреона-113, получения из него мономера-3 и осуществлена его передача в цех № 145 для выработки фторопласта-3. В мае в цехе № 145 были начаты пусконаладочные работы по производству фторопласта-40 (7 мая), фторопласта-42Л (17 мая), фторопласта-3 (22 мая). В июне 1961 года была осуществлена первая операция по получению фторкаучука СКФ-32 (фторсодержащего каучукоподобного сополимера винилиденфторида с трифторхлорэтиленом. Выпуск другой марки фторкаучука (СКФ-26, сополимера винилиденфторида с гексафторпропиленом) задерживался из-за полной переработки проекта по выпуску гексафторпропилена, поэтому в конце 1964 года СКФ-26 начали выпускать на привозном сырьё в ограниченном количестве.
В пусковой 1961 год завод впервые в СССР получил промышленным способом 360 тонн фреона-142в, 240 тонн фреона-113, 100 — мономера-3, 85 — мономера-2, 8 тонн этилена, 50 — фторопласта-42, 40 — фторопласта-40, 30 — фторопласта-3 и 47,5 — фторкаучука СКФ-32. Проектная мощность по производству продукции была достигнута в цехе № 144 в августе 1961 года, в цехе 145 — в середине 1962 года. В 1963—1968 годах наращивание выпуска осуществлялось за счёт роста производительности труда с проведением постоянной реконструкции отдельных узлов и совершенствованием технологических режимов. В частности, были реализованы непрерывные режимы полимеризации СКФ-32 и фторопласта-4Д (когда получаемый в виде эмульсии полимерный продукт непрерывно выводится из реактора-полимеризатора, а вместо выведенной жидкой фазы в реактор вводится эквивалентное количество водного раствора инициатора и эмульгатора с подпиточной смесью непрерывно дозируемых мономеров). Серийное производство фторопласта-4Д (тонкодисперсной модификации с меньшим молекулярным весом, чем у фторопласта-4), отличающегося лёгкостью экструзионной переработки и пригодного для подготовки суспензий с целью получения волокон, плёнок, покрытий), было организовано в цехе № 145 с 1963 года.
Строительство корпуса № 144а (координируемое Комиссией Президиума Совета Министров СССР по военно-промышленным вопросам) и монтаж в нём установок производства мономера-6 из мономера-4, были завершены в июле 1966 года, что позволило снять напряжённость с выпуском СКФ-26 и начать производство фторопраста-4М (продукта полимеризации тетрафторэтилена с введением модификатора, повышающего прочность) и фторопласта-4МБ (сополимера мономера-4 с мономером-6). Порошок фторопласта-4МБ, впервые полученный 9 апреля 1966 года, вскоре был выбран в качестве огнестойкого материала для переработки в гранулы, методом горячего плавления вытягиваемые в мононить для выработки объёмной ткани, выстилающей внутреннюю поверхность космического корабля.
10 августа 1967 года вышло распоряжение СМ СССР о расширении производства фторсополимеров и фторкаучуков на КЧХЗ. При его реализации одновременно со строительством нового корпуса (№ 145а) на всех стадиях производства мономеров и фреонов была проведена замена оборудования на более производительное: освоены реакторы объёмом 3, 5 и 6 м³, установлены производительные тарельчатые колонны ректификации фреонов-113 и 142в, мономеров-2 и 3, печи пиролиза фреона-142в переведены на непосредственный электрообогрев, завершено освоение непрерывных процессов полимеризации фторкаучуков. Внедрение в конце 1969 года червячно-отжимных прессов (ЧОП-85) на этапе сушки фторкаучков позволило увеличить производительность в 40 раз, сократить ручной труд и расход электроэнергии (до 80 % влаги стало удаляться отжимом, а не испарением). Для сушки фторсополимеров и фторопласта-3 была разработана и смонтирована (в 1970 году) сушилка, в которой сырые порошки помещались на нагреваемые поверхности металлических желобов, подвергаемых вибрации для перемешивания и одновременной транспортировки осушаемых продуктов. Это позволило отказаться от ручных операций по неоднократной их перегрузке и 10-кратно уменьшило расход электроэнергии. В 1969—1971 годах были осуществлены работы по разработке способов получения всех видов промышленных фреонов этилового ряда из универсального сырья — винилхлорида.
В 1976—1979 годы в проектно-конструкторском отделе была спроектирована, изготовлена и смонтирована в корпусе № 114 установка по синтезу фреона-113 из перхлорэтилена, хлора и фтористого водорода, без участия кристаллического компонента (гексахлорэтана), что сделало внедрённую технологию легко управляемой и высокопроизводительной (рост производительности труда составил 72 %).
Расширение выпуска фторсополимеров и фторкаучуков сдерживалось нехваткой приобретаемых фторэмульгаторов, производимых из фторспиртов и перфторкислот. Проблему удалось решить с освоением в 1980—1984 годах на участке № 144а производства олигомерных фторангидридов на основе окиси мономера-6 (М-О6). Соли, полученные из этих олигомеров, оказались эффективными эмульгаторами, их применение в производстве фторопластов-40, -42, -2М, -3М, -4Д позволило гомогенизировать процесс полимеризации и, как следствие, улучшило физико-механические свойства и повысило теплостойкость продукции, в ряде случаях для продуктов были уставлены новые марки: фторопласт-40Э, -42Э, -2МЭ, а также начат выпуск фторопласта-32Л (сополимера трифторхлорэтилена и фтористого винилидена).
К 1981 году, помимо фторкаучуков СКФ-32 и СКФ-26 были освоены марки СКФ-26НМ и СКФ-26ОНМ. Их внедрение позволило обеспечить новым классом резин авиационную, космическую, радиационную технику. Работа «Разработка способов синтеза фторкаучуков, промышленной технологии их изготовления, создание и внедрение резинотехнических изделий на их основе для комплектования новой техники» была удостоена Государственной премии СССР 1982 года, лауреатами премии стали 4 работника химкомбината.
В 1982—1983 годах было закончено создание установок по сушке фторопласта-4Д в кипящем слое и по сушке фторопластов-3, -3М, -2М в аэрофонтаных сушилках.
В 1983 году в цехе № 145 были получены опытные партии новых плавких сополимеров тетрафторэтилена — фторопласта-50 (с перфторвинилпропиловым эфиром) и фторопласта-10 (с перфторметилвиниловым эфиром).
Тогда же в ПКО был спроектирован, изготовлен ремонтно-механическим заводом и смонтирован в цехе № 144 реактор дегалоидирования фреона-113 объёмом 6 м³, в котором одновременно проходят реакции в твёрдой фазе и в жидкой фазе, а продукт образуется в газообразной фазе.
В 1980-х годах для повышения выхода мономера-6 пиролизу подвергли смесь мономера-4 с октафторциклобутаном и другими высококипящими веществами. Позже этот процесс усовершенствовали и с 1984 года стали выпускать гексафторпропилен с содержанием основного вещества 99,999 % (в основном, для выпуска его сополимера с тетрафторэтиленом — фторопласта-4МБ).
В 1985—1986 годах в опытно-промышленном масштабе был освоен ряд перфторэфиров — перфторметилвиниловый (мономер-60), перфторпропилперфторвиниловый (мономер-100), перфтор-пропоксиизопропилвиниловый (мономер-160), испытанных для получения сополимеров с тетрафторэтиленом и другими фторсодержащими олефинами.

### Медицинская тематика

#### Синтез трифтазина
Заметной страницей в истории завода стало выполнение заявки Министерства здравоохранения СССР на создание промышленного производства трифтазина, одного из наиболее активных антипсихотиков. Препарат был разработан институтом фармакологии и химиотерапии АМН СССР как аналог английского «стелазина». Его синтез, состоящий из 10 стадий с переработкой и накапливанием пяти полупродуктов, представлял сложную задачу. Зная высокий технологический потенциал Министерства среднего машиностроения СССР министр здравоохранения СССР С. В. Курашов 8 января 1963 года обратился к министру Е. П. Славскому с просьбой организовать его выпуск на одном из заводов Минсредмаша. Выбор пал на КЧХЗ, которому было поручено на основании предоставленных институтом прописей по синтезу трифтазина самостоятельно (силами проектно-конструкторского отдела) разработать проект производства, изготовить оборудование (силами ремонтно-механического цеха) и освоить выпуск препарата в количестве 2 тонн в год.
О сложности задачи можно судить, с одной стороны, по химическому названию вещества — дихлордигрид-10-[3-(метилпиперазинил-4)-пропил]-2-трифторметилфенотиазин, с другой — по факту разработки для защиты персонала, обслуживающего линию синтеза, специального типа противогазов. Первая партия трифтазина была получена 13 апреля 1966 года, до конца года были выполнены все обязательства перед медиками, а в следующем — тонна препарата была отправлена на экспорт. Особое значение наличие у медиков этого антипсихотика приобрело после произошедшего 26 апреля 1966 года ташкентского землетрясения, когда он был использован для психологического восстановления десятков тысяч переживших стресс жителей разрушенного города. Однако к 1970 году выяснилось, что Минздрав переоценил свои потребности, произошло затоваривание препаратом складов фармзаводов, и 28 января 1971 года было получено разрешение на демонтаж установки.
Тема синтеза лекарственных препаратов на КЧХЗ не получила дальнейшего развития. Наиболее реальным из многочисленных предложений являлось получение фторотана (средства для ингаляционного наркоза) в объёме 70—100 тонн в год, путём несложного синтеза из мономера-3, от чего отказались, вероятно, по причине требований Министерства медицинской промышленности СССР расфасовывать препарат во флаконы по 50 мл. Позже такое производство из кирово-чепецкого сырья было создано на заводе в городе Славгороде.

#### Конструкторское бюро медицинской тематики

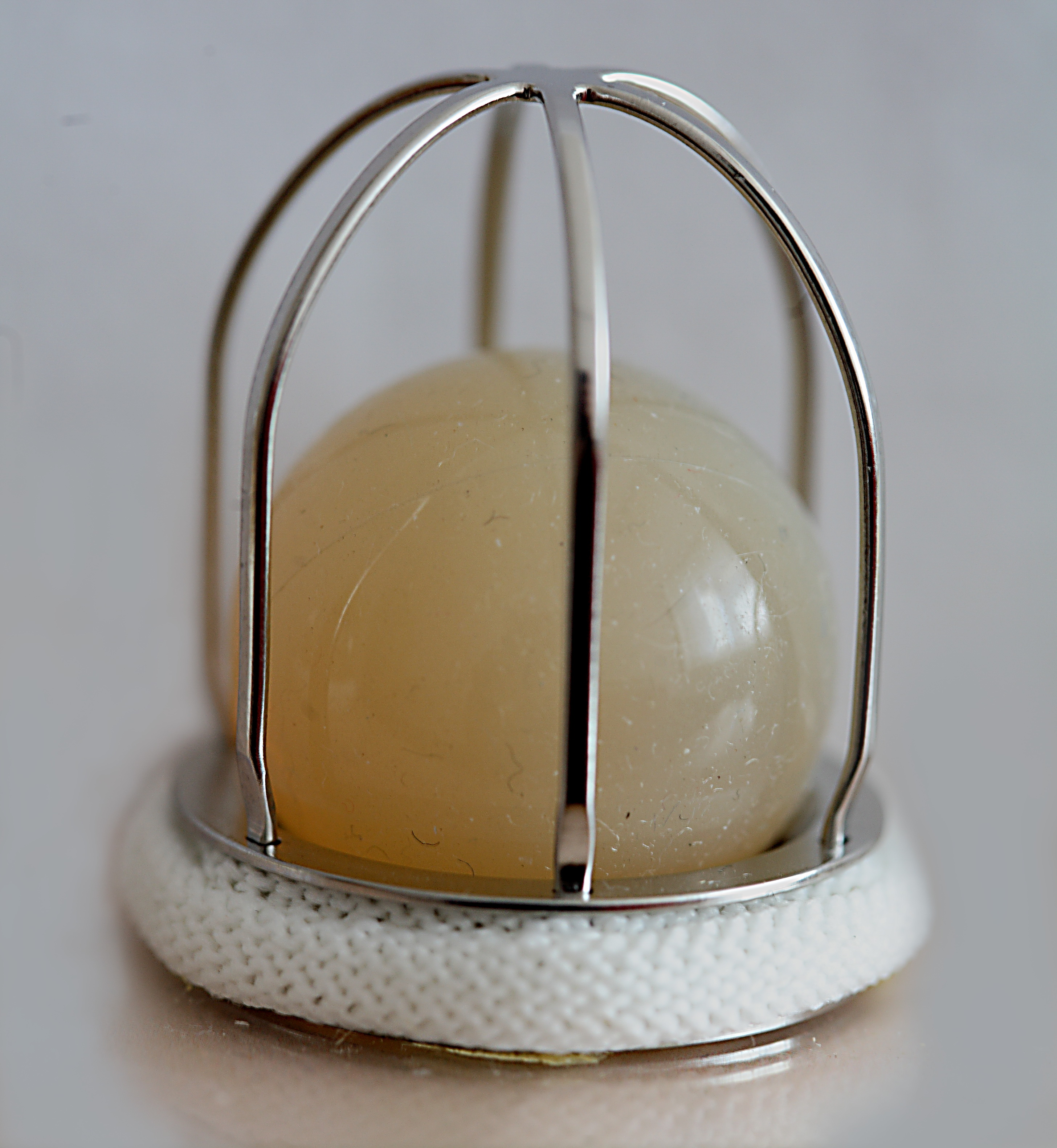
МКЧ-01

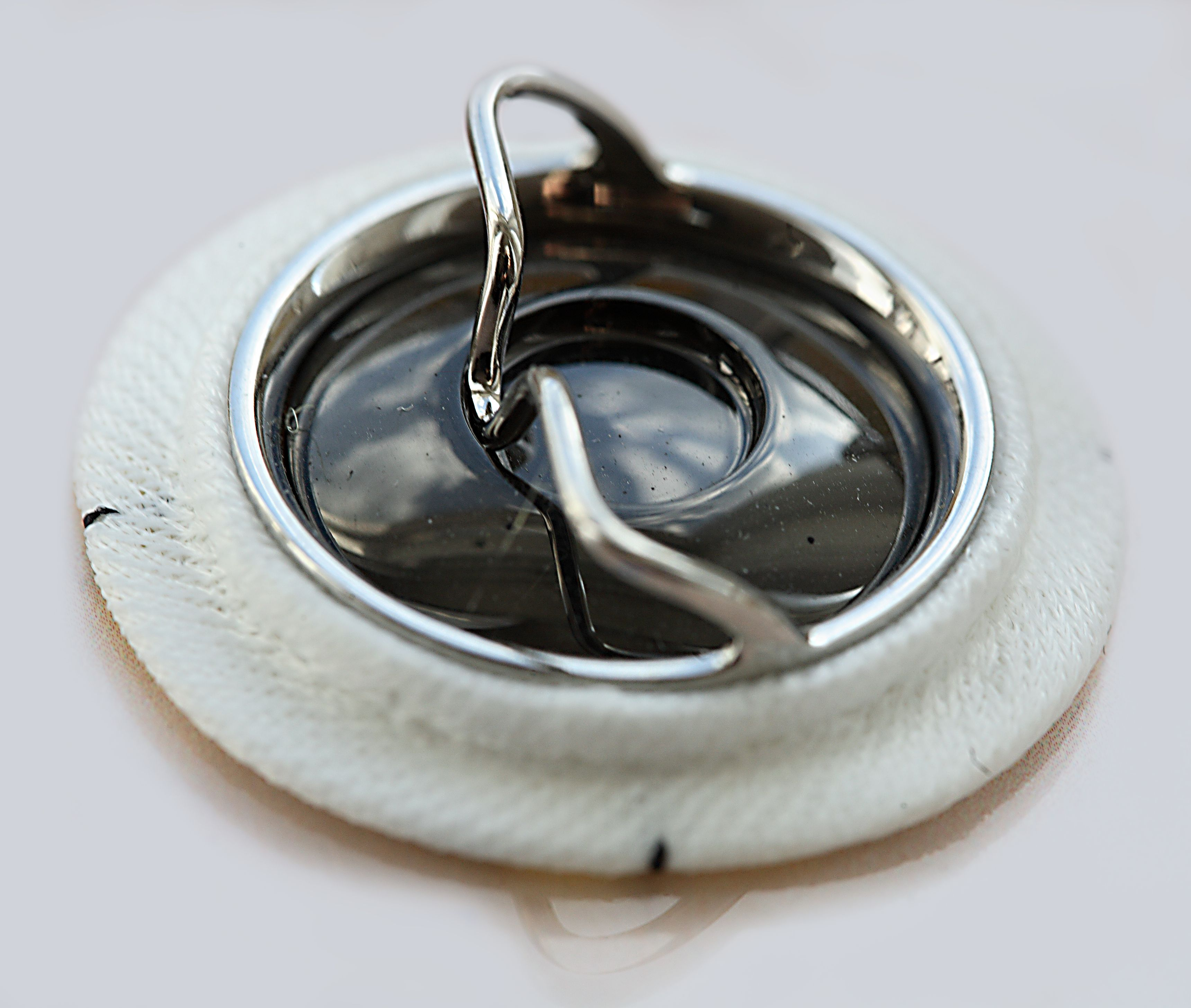
ЛИКС-2

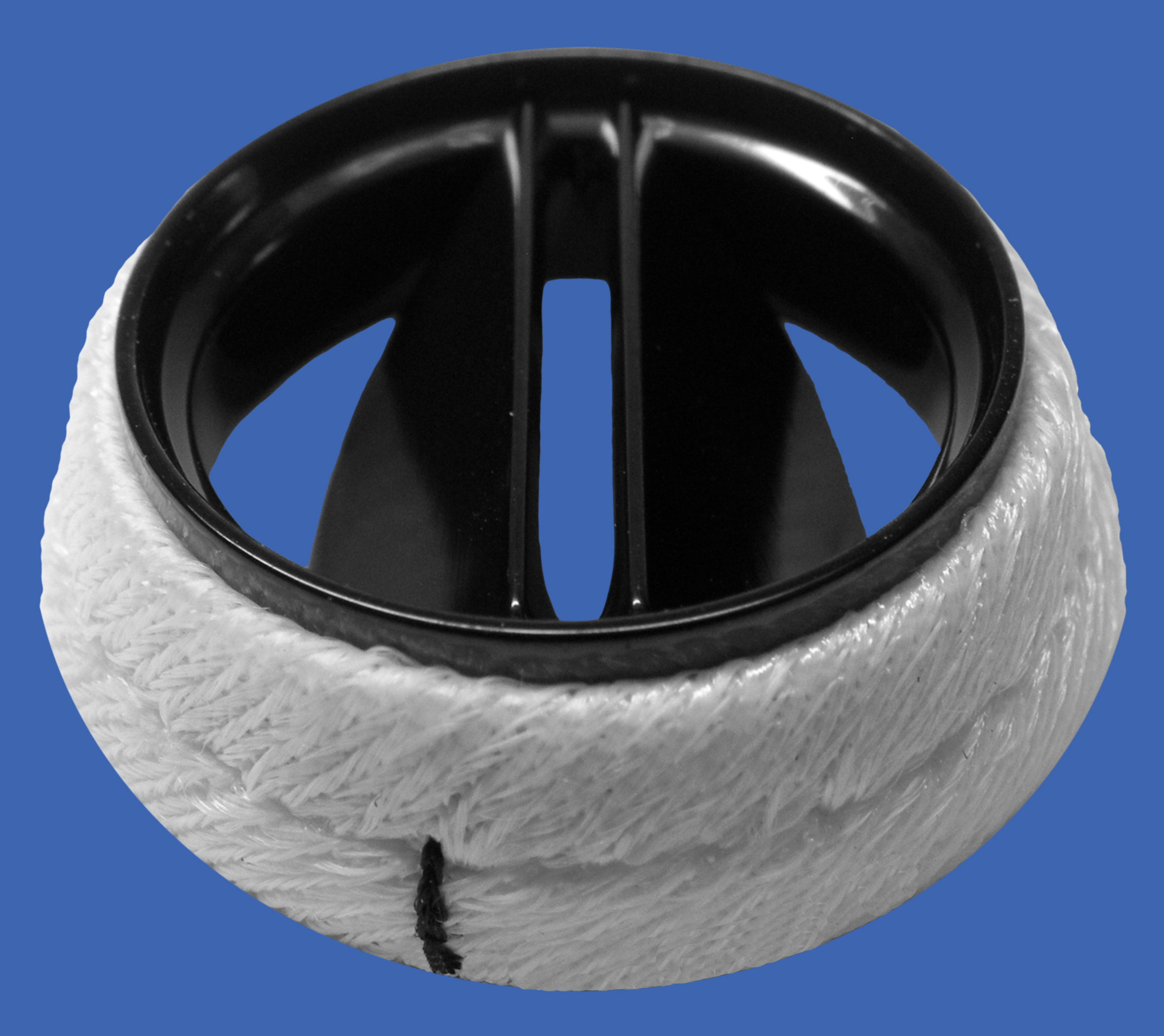
Карбоникс-1

В 1963 году на предприятии был впервые в СССР освоен промышленный выпуск протезов клапанов сердца человека (ПКС). Их конструкции совершенствовались в Специальном конструкторском бюро медицинской тематики: были разработаны и освоены шаровые, малогабаритные, поворотно-дисковые, двустворчатые модели, нашедшие широкое клиническое применение в кардиохирургии.
До 1980-х годов СКБ МТ оставалось единственным промышленным производителем ПКС в СССР.
В 1988 году за разработку и внедрение в клиническую практику поворотно-дисковых ПКС творческому коллективу медиков ИССХ им. А. Н. Бакулева АМН СССР и инженеров СКБ МТ была присуждена премия Совета Министров СССР.
Параллельно с разработкой механических ПКС коллектив СКБ МТ в содружестве с ИССХ им. А. Н. Бакулева АМН СССР разработал и освоил серийный выпуск биологических протезов клапанов сердца с использованием тканей животных — в СКБ МТ начали производить опорные кольца протезов со стойками различных конструкций. Эта работа в 1984 году была удостоена Государственной премии СССР. Среди лауреатов были начальник СКБ МТ Ю. А. Перимов и начальник лаборатории В. М. Картошкин.
В 1976 году на основании постановления СМ СССР при СКБ МТ была создана лаборатория искусственного сердца, которую возглавил Л. М. Попов. Работа этого коллектива завершилась созданием опытного образца искусственного сердца «Герц-02» в ранцевом исполнении, и в 1985 году в НИИ трансплантологии и искусственных органов Минздрава СССР (В. И. Шумаков) были проведены его успешные испытания на животных — впервые в стране животное (телёнок) жило с искусственным сердцем более двух недель. Для скорейшего внедрения наработок в клинику был разработан образец автономной системы вспомогательного кровообращения «Герц-В». В 1986 году лабораторией разработан искусственный желудочек сердца «Темп» с набором магистралей для подведения к сердечно-сосудистой системе человека, прошедший успешные испытания в ВНЦХ АМН СССР (Б. А. Константинов, С. Л. Дземешкевич).
В 1986 году совместно с Московским и Кировским институтами переливания крови были разработаны и изготовлены из фторопласта-4МБ контейнеры для длительного хранения костного мозга в жидком азоте.
В 2010 году СКБ МТ получило самостоятельный юридический статус.

#### «Голубая кровь»
26 апреля 1973 года академик А. Н. Несмеянов обратился с письмом на КЧХЗ, в котором сообщил, что в возглавляемом им Институте элементорганических соединений АН СССР (ИНЭОС), в лаборатории академика И. Л. Кнунянца, синтезирован новый перфторированный продукт, обладающий повышенной растворимостью кислорода, — перфтордекалин (ПФД). Если растворимость кислорода в 1 мл крови составляет 0,46 мл, то в перфтордекалине растворяется 0,64 мл кислорода. Поскольку вещество выводится из организма менее чем за 2 недели, открывается возможность использовать композиции на его основе как кровезаменитель в экстремальных условиях. Работы по созданию сначала лабораторной (в 1974 году), затем опытно-промышленной (в 1978 году) и, наконец, промышленной установки (в 1980 году) по синтезу перфтродекалина были начаты после получения заводом разврешения министерства на проведение исследований по тематике кровезамещения. Одновременно с созданием установок по синтезу продукта центральной заводской лабораторией был предложен каталитический способ очистки ПФД-сырца (в основном, от токсичных водородосодержащих примесей) с последующей дополнительной ректификацией.
В январе 1975 года в ИНЭОС были переданы первые наработанные 10 кг продукта для очистки. Проведённые в Центральном институте переливания крови опыты на кошках показали, что кровезаменитель на основе ПФД обеспечил перенос кислорода в течение 8 часов, поддерживая жизнь полностью обескровленных животных. В Институте сердечно-сосудистой хирургии им. А. Н. Бакулева работами по внелёгочной оксигенации и по замене газовой среды в лёгких на жидкий перфторуглерод занимался Ф. Ф. Белоярцев, в 1979 году возглавивший в Институте биологической физики АН СССР сектор, где в 1982 году был создан перфторан — многосоставная эмульсия голубоватого цвета («голубая кровь») — плазмозаменитель с газотранспортной функцией на основе перфтордекалина и перфторметилциклогексилпиперидина в соотношении 2:1.
После проведения экспериментальных исследований фармкомитет Министерства здравоохранения СССР в 1984 году разрешил первую, а в 1985 году — вторую фазу клинических испытаний перфторана, в ходе которых был собран материал по его применению по 19 нозологическим единицам. Несмотря на положительные результаты исследований, дальнейшие испытания были прекращены. Только в 1990 году в Институте теоретической и экспериментальной биофизики РАН возобновились прерванные работы, и 13 февраля 1996 года было получено регистрационное удостоверение на газотранспортный перфторуглеродный кровезаменитель «Перфторан»: препарат разрешён для медицинского применения и промышленного выпуска в России.

### Разработка перфторуглеродов
Диэлектрические свойства производимого КЧХЗ перфтордекалина (ПФД) позволили его использовать в ряде экспериментов, проведённых В. А. Ляховым и А. П. Александровым на космической станции «Салют-7», однако возможности для этого, согласно отчёту космонавтов, существенно ограничивались температурой замерзания ПФД (минус 11 °С). Вскоре (в феврале 1984 года) с просьбой о синтезе перфторуглеводорода с температурой замерзания порядка минус 65 °С обратились из НПО «Вега», разрабатывавшем радиотехнический комплекс «Квант», включавший в себя мощный клистрон «Коршун», охлаждаемый высокочистой жидкостью-диэлектриком. Специалистами центральной заводской лаборатории была разработана технология получения такого продукта — перфтордиметилциклогексана (КБГ), названного «карбогал». В сентябре 1985 года получили первую партию вещества, в 1986 году — была смонтирована и запущена промышленная установка по его синтезу, включающая фторирование ароматического реагента, стабилизацию и ректификацию готового продукта.
В 1988 году в ЦЗЛ получили фторированием образцы перфторметилдекалина, свойства которого привлекли внимание специалистов нефтедобычи. Жидкость, названная ГЖН («галоидированная жидкость для насосов») нашла применение для охлаждения насосных систем, откачивающих нефть из глубоких скважин. Опытно-конструкторская установка по получению ГЖН начала работать в 1991 году.
С 1992 года в медико-санитарной части химкомбината (МСЧ-52) проводилась серия исследований о возможности и особенностей применения перфторорганических соединений при ожогах, на основании которых был сделан вывод об эффективности лекарственных смесей КБГ и ПФД (в различных пропорциях) в качестве средства при заживлении ожоговых ран: с быстрой эпителизацией, отсутствием осложнений и гладкой поверхностью.

### Производство элегаза
Название «элегаз» шестифтористая сера получила от сокращения «электрический газ». Электрическая прочность этого вещества при атмосферном давлении и зазоре 1 см составляет Е=89 кВ/см. Оно имеет очень большой коэффициент теплового расширения и высокую плотность, что важно для энергетических установок, в которых проводится охлаждение каких-либо частей, поскольку легко образуется конвективный поток, уносящий тепло.
Потребность в элегазе появилась в начале 1990-х годов и была связана с необходимостью замены пожароопасного электротехнического оборудования с трансформаторным маслом на современное, с безопасным заполнением негорючим элегазом. Поскольку промышленное производство фторида серы могло быть организовано только на предприятии, обладающем элементарным фтором, появилось предложение ГИПХ о его размещении на КЧХК; этот же институт выполнил проектирование производства мощностью 40 тонн в месяц. В ходе наладки оборудования были решены несколько задач: замер и регулирование уровня расплава серы, обеспечение температуры раствора серы, устойчивая работа блока пиролиза, очистка газов, сушка элегаза цеолитами, контроль малого уровня влаги.
Первая партия продукта была синтезирована 5 октября 1998 года и передана на «биологический тест» в кировский НИИ микробиологии, поскольку только опыт на животных мог выявить возможные токсичные примеси — недофторированные соединения. К 25 октября, после нескольких дней испытуемые белые мыши были живы, что позволило запустить товарное производство. За два последующих года выпуск элегаза был удвоен. Содержание получаемого продукта составило «пять девяток» (99,999 %).

## Создание завода минеральных удобрений

### Начало строительства ЗМУ

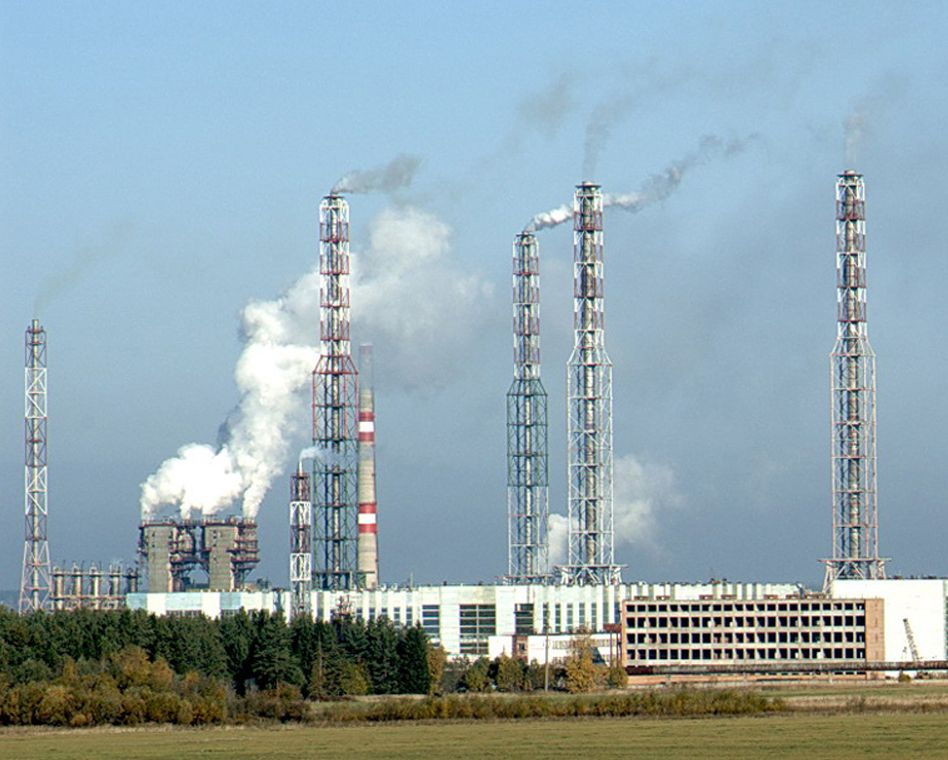
Завод минеральных удобрений

Новым этапом в истории предприятия стало создание завода по выпуску азотных и сложных минеральных удобрений. Важнейшим решением для экологии региона стал выбор азотнокислотной схемы их получения, предложенной заместителем главного инженера по науке Авраамом Липовичем Гольдиновым и разработанной под его руководством, которая позволила избежать образования ежегодно до полутора миллионов тонн твёрдых отходов.
Строительство завода минеральных удобрений (ЗМУ) было начато в 1973 году с освоения Кирово-Чепецким управлением строительства отведённой площадки — создания собственного производства стройматериалов (управление промышленных предприятий — УПП), необходимой базы управлений производственно-технологической комплектации (УПТК) и автомобильного транспорта (УАТ), казарм для военных строителей, лагерей для рабочих III категории. Проработка и изучение технологических процессов будущего завода осуществлялась специалистами предприятия под руководством будущего первого директора ЗМУ Фёдора Ивановича Новосёлова и А. Л. Гольдинова. Первоначальная проверка азотнокислотной схемы была проведена в центральной заводской лаборатории (которую возглавлял Валентин Васильевич Уткин, в 1978 году ставший главным инженером ЗМУ, а с 1979 по 1996 годы — являвшийся его директором). В 1974 году была создана крупная опытно-промышленная установка, на которой апробировались узлы вскрытия слабой азотной кислотой апатита и отделения стронцийсодержащего осадка, выделения нитрата кальция методом кристаллизации при низких температурах с последующим отделением на центрифуге от маточного раствора. В дальнейшем предложенная схема включала обработку раствора нитрата кальция аммиаком и углекислым газом с получением раствора аммиачной селитры и мела. Отделённый маточный раствор, согласно схеме, подлежал аммонизации, выпарке, сушке и грануляции (перед сушкой он мог насыщаться калием в виде хлорида калия, поташа или окиси калия).

26 сентября 1974 года Госплан СССР одобрил выбор азотнокислотной схемы и решил:
Считать целесообразным исключить из состава Кирово-Чепецкого химзавода производства серной кислоты и двойного суперфосфата, заменив его эквивалентным количеством по фосфору в сложных удобрениях и согласиться с предложениями Минсредмаша и Минхимпрома по следующему составу основных производств Кирово-Чепецкого химического комбината:
мощности в тыс. тонн в год:
— аммиака 820 тыс. тонн;
— аммиачной селитры 900 тыс. тонн;
— нитроаммофоски 1200 тыс. тонн
и соответствующие мощности по производству слабой азотной кислоты, а также производства, связанные с комплексной переработкой апатита с выпуском продукции: карбоната кальция, карбоната стронция и фторида кальция.
О масштабе строительства ЗМУ может говорить тот факт, что это производство располагается на площади 263 га. Основная нагрузка по проектированию легла на Государственный институт азотной промышленности (ГИАП) — в части технологических проектов производств аммиака, азотной кислоты, аммиачной селитры, и Государственный союзный проектный институт (ГСПИ) — в части разработки генплана, вертикальной планировки, межцеховых коммуникаций, эстакад, сетей, проектов организации монтажа крупногабаритного и крупнотоннажного оборудования. Для начала строительства основных объектов строителями была проведена осушка территории, выборка торфа (толщиной слоя до 6 м) и намыв песка в его замещение (водоём, образованный при намыве, вмещает ныне более миллиона кубических метров воды).
27 декабря 1974 года, после выхода на заслуженный отдых Я. Ф. Терещенко, директором КЧХЗ был назначен Евгений Иванович Романов, незадолго до этого ставший заместителем директора по капитальному строительству. Основной подрядной организацией по строительству являлось Кирово-Чепецкое управление строительства, одно из крупнейших строительных подразделений Минсредмаша. В годы строительства ЗМУ им руководили Бабенко Николай Александрович (1973—1980 годы), Булат Владимир Евгеньевич (1980—1983 годы) и Верба Александр Романович (1983—2003 годы).
31 марта 1977 года новым главным инженером завода был назначен Юрий Васильевич Шальнов. Именно ему выпало стать техническим руководителем ввода в строй действующих новых крупных производств. 22 августа 1977 года приказом по заводу были образованы с 1 ноября новые цеха: № 53 (слабой азотной кислоты), № 55 (аммиака) и № 57 (аммиачной селитры). 3 января 1978 года Кирово-Чепецкий химический завод был реорганизован в комбинат, в составе которого организовали завод полимеров, завод минеральных удобрений (его структуру утвердили 1 июня) и ремонтно-механический завод.
На первом этапе строительства ЗМУ для обеспечения пускового минимума была создана необходимая технологическая инфраструктура. Во-первых, для покрытия потребности в криогенных продуктах, особенно в чистом азоте, — азотно-кислородная станция (первая очередь сдана в феврале 1978 года, основная, включающая базу хранения жидкого азота и 2 крупнотоннажные установки АжКжКААрж — в июне 1981 года, третья установка — в сентябре 1984 года) и система азотопроводов. Во-вторых, для обеспечения сжатым воздухом — воздушно-компрессорная станция, включающая 3 центробежных насоса К-250-61-2 производительностью 15000 нм³/ч каждый и станцию осушки воздуха в составе 6 установок УОВ-100, и система воздуховодов (запущена в феврале 1978 года).
В третьих, были проложены три участка газопроводов от газораспределительной станции (ныне — объект «Газпрома») у деревни Ситники (в километре от завода): с давлением 6 кгс/см² диаметром 300 мм (подземный), с давлением 12 кгс/см² диаметром 700 мм (подземный) и с давлением 18 кгс/см² диаметром 125 мм (эстакадный), по которым первый природный газ был принят 28 августа 1978 года. Был построен магистральный газопровод длиной 400 км и диаметром 600 мм Оханск — Киров (с ответвлением на Кирово-Чепецк), по которому первый природный газ поступил в Кировскую область.
В четвёртых, были решены вопросы электроснабжения (для строящихся объектов требовалось 80 МВт/час электроэнергии), при этом были построены ЛЭП-500 от Костромской ГРЭС и две крупные электроподстанции — «Вятка» и «Чепца», с вводом которых в эксплуатацию Кировская областная энергосистема вошла в Единую энергосистему страны. Было принято решение строящиеся от обеих подстанций ЛЭП-110 на подходах к главным подстанциям завода выполнить с применением маслозаполненного кабеля, для предотвращения периодической чистки изоляции от оседающих производственных выхлопов. Маслозаполненная кабельная линия — сложное сооружение с устройством автоматической поддержки в изоляции кабеля заданного давления масла, повышающего надёжность трассы — прокладывается в железобетонных лотках, переход с воздушной линии осуществляется на специальных пунктах. К пуску технологических цехов первого пускового минимума постоянная схема электроснабжения не была построена, поэтому подача напряжения 110 кВ была осуществлена от Кировской ТЭЦ-3 и подстанции «Кировская». 26 апреля 1978 года электрический ток был принят на подстанцию «Азот-1» и включён в работу первый главный трансформатор ЗМУ. К октябрю 1978 года все пусковые объекты были обеспечены элетроэнергией. Второй очередью (1980—1984 годы) стало строительство ЛЭП-110 от подстанции Вятка к подстанциям «Азот-1» и строящейся «Азот-2», распределительных подстанций, токопроводов 10 кВ, встроенных подстанций в производственных помещениях. Третьей очередью (1984—1987 годы) — ввод в эксплуатацию подстанции «Азот-2», укладка маслонаполненного кабеля с устройством переходных пунктов от воздушных линий. Четвёртой очередью стало обеспечение электроэнергией строящейся для покрытия дефицита в тепловой энергии пароводокотельной, — были введены в эксплуатацию электроподстанция «Азот-3», маслонаполненная линия к ней от подстанции «Азот-2», другие объекты пароводокотельной. В законченном виде электрохозяйство ЗМУ включило в себя 25 отдельно стоящих и 18 встроенных в производственные цеха подстанций, 89 силовых трансформаторов, 2 километров токопровода 10 кВ, системы маслонаполненных кабелей 110 кВ.
В пятых, были решены вопросы обеспечения производства паром и водой. До создания пароводокотельной пар с давлением 22 атмосферы (для выпаривания воды из 90-процентного раствора аммиачной селитры и получения безводного плава) брался с сетей Кировской ТЭЦ-3 по паропроводу протяжённостью 6000 м; пар с давлением 8 атмосфер (для подогрева и испарения аммиака и подогрева воды) — с сетей базы строительной индустрии (БСИ). Производственная вода была подана с сетей завода полимеров, создан комплекс оборотного водоснабжения производительностью до 50000 м³/час при расходе подпитывающей воды до 600 м³/час. Первые очереди этих объектов были сданы осенью 1978 года, но развитие продолжалось все последующие десятилетия. С окончанием строительства основных технологических цехов объекты теплоснабжения и канализации стали сложной системой инженерных коммуникаций: под землёй было проложено 29,5 км сетей хозяйственного водопровода, свыше 30 км сетей оборотного водоснабжения, бытовая канализация с глубиной залегания до 7 м, 36 км водяных тепловых сетей, 19 км паропроводов.
В шестых, для работы паровых котлов и котлов-утилизаторов производства азотной кислоты и аммиака требуется около 1000 м³/час химически очищенной и глубоко обессоленной воды. Исходная речная вода содержит и взвешенные нерастворимые вещества, и растворённые примеси в виде ионов металлов, катионов и анионов солей кальция, магния, натрия, калия, кремния, железа, а также растворённые газы — кислород, углекислый газ, сероводород, азот. В химически очищенной воде (ХОВ) и обессоленной воде (ОБВ) содержание взвешенных веществ должно быть менее 2 мг/л при обычной норме до 150 мг/л, солесодержание для ХОВ должно быть снижено в 4 раза, для ОБВ — в 100 раз, жёсткость снижена для ХОВ в 700, для ОБВ — в 1000 раз. Получение ХОВ основано на ионообменой катионовой очистке осветлённой воды (прошедшей через обработку известковым молоком, коагулирование, обескремнивание каустическим магнезитом, отстаивание и удаление шлама). Качественная ХОВ была получена в августе 1978 года, ОБВ (методом периодической сорбции) — к концу 1980 года. Спустя 3 года была запущена установка производства ОБВ методом непрерывной сорбции (непрерывного ионного обмена в аппаратах с подвижным слоем ионитов, которые противотоком по отношению к воде перегружаются из колонны сорбции в колонну регенерации, затем в колонну промывки и возвращаются в колонну сорбции). Эта установка стала первой в СССР с подобной технологией очистки и была удостоена золотой медали ВДНХ.
Наконец, была проведена полная реконструкция железнодорожной станции Чепецкая, которая была электрифицирована со строительством нового однопутного пути с выходом на Трансиб, нового депо и пункта подготовки вагонов под погрузку минеральными удобрениями. Протяжённость подъездных путей возросла до 90 км, их начали обслуживать шестиосные маневровые тепловозы ТЭМ2.

### Производство слабой азотной кислоты
Цех № 53 (слабой азотной кислоты) был организован с 1 ноября 1977 года. В июле—августе 1977 года для пуска УКЛ-7 на завод прибыли специалисты северодонецкого треста «Оргхим», а будущих работников производства начали направлять на обучение на родственные предприятия, итогом стала сдача ими квалификационных экзаменов в марте 1978 года. Работы по строительству были организованы в 2 смены: с 8 до 17 часов работали заключённые, затем до часа ночи — военные строители; вольнонаёмные мужчины работали в обе смены, женщины — только во вторую. По воспоминаниям В. А. Вишневского, работавшего заместителем главного инженера стройки:
За выполнение и перевыполнение норм бригады материально поощрялись. Осуждённым выдавались дополнительные продовольственные наборы, чай, папиросы, а военные строители и вольнонаёмные премировались денежными суммами.
 В июле 1978 года были утверждены временные технологические регламенты производства химически очищенной воды и слабой азотной кислоты, начаты пусконаладочные работы, при этом к пуску решили готовить один из трёх аппаратов УКЛ-7. Остальные два выгородили в отдельную зону с переносом их сдачи на 1979 год, что потребовало комплекса работ по временному разделению единых для всех трёх аппаратов технологических сетей. В августе, после подачи в цех воды, была проведена «холодная» обкатка установки ГТТ-3: все вращающиеся части проворачивались вручную, затем с помощью валоповорота с автономным приводом до 20 оборотов в минуту, затем с помощью разгонного двигателя ФАЗ-800 без включения газовой турбины. 1 сентября был выпущен приказ о её «горячей» обкатке на рабочих оборотах. После продувки оборудования по трактам воздушно-аммиачной смеси и нитрозных газов началась установка фильтрующих элементов, загрузка палладиевого катализатора в реактор очистки нитрозных газов и установка катализаторных сеток. 23 октября начался пуск УКЛ-7, 26 октября получили первую 58%-ную азотную кислоту, за первую неделю произвели 3200 тонн. В конце декабря начали передачу азотной кислоты в производство аммиачной селитры. В феврале 1979 года в работу был включён 2-й аппарат УКЛ-7, в августе — 3-й. На аппаратах УКЛ-7-71 уже в первый год работы была достигнута проектная производительность, а в 1982 году получена миллионная тонна слабой азотной кислоты (в пересчёте на моногидрат).
В декабре 1979 года в составе цеха был образован участок по выпуску азотной кислоты на крупнотоннажных агрегатах АК-72. Технологический процесс на АК-72 отличается от процесса на УКЛ-7 использованием на разных стадиях отличающегося давления: в окислении — менее 3 кгс/см² при температуре до 850 °С, в абсорбции — около 10 кгс/см². Повышения давления на этой стадии создаёт лучшие условия поглощения окислов азота водой и повышает концентрацию получаемой азотной кислоты. Давление вырабатываемых на агрегате паров достигает 40 атмосфер при температуре 440 °С, что определяет применение иного теплоиспользующего оборудования — паровых турбин ГТТ-12. Специалиста цеха знакомились с работой первых АК-72, запущенных в работу в Чирчике на заводе «Электрохимпром», на производствееных объединениях «Азот» в городах Новгороде, Кемерово, Дорогобуже и Россоши, где ранее столкнулись с трудностями при их пуске и эксплуатации. 20 мая 1982 года газотурбинный агрегат ГТТ-12 был сдан под «холодную» обкатку, 15 июня началась его «горячая» обкатка и комплексное опробование. 25 июня, после опрессовки узла приёма и испарения аммиака, на агрегат подали жидкий аммиак, и 1 июля начали установку катализаторных сеток в контактные аппараты (которых, в отличие от УКЛ-7, два). Пуск агрегата проходил тяжело, с 7 по 13 июля, пока он не вышел на нормальный технологический режим, было 5 неудачных попыток. 16 июля произошла авария с пожаром на ГТТ-12, после которой паровую турбину пришлось восстанавливать на хабаровском заводе «Энергомаш», откуда она вернулась в октябре. 7 ноября 1982 года, после установки прибывшей турбины, первый агрегат АК-72 был вновь запущен.
Второй агрегат АК-72 монтировался и запускался с учётом полученного опыта, с проведением многочисленных мероприятий по стабилизации его работы. Единственное ЧП произошло при установке вертикальной сварной 100-метровой стальной трубы диаметром 2 метра для выброса очищенных от окислов азота газов, которая рухнула при первом подъёме на страховочные шпальные клетки, самортизировавшие удар. Со второй попытки её смонтировали, с 9 по 16 декабря была проведена «холодная» обкатка ГТТ-122, с 18 декабря — «горячая», 27 декабря агрегат был запущен в работу и 29-го — получена кондиционная азотная кислота.
В 1988—1989 годах в цехе № 53 дополнительно смонтировали и запустили в работу два аппарата нового поколения УКЛ-7-76, после чего цех стал лидером азотной промышленности страны.

### Выпуск аммиачной селитры

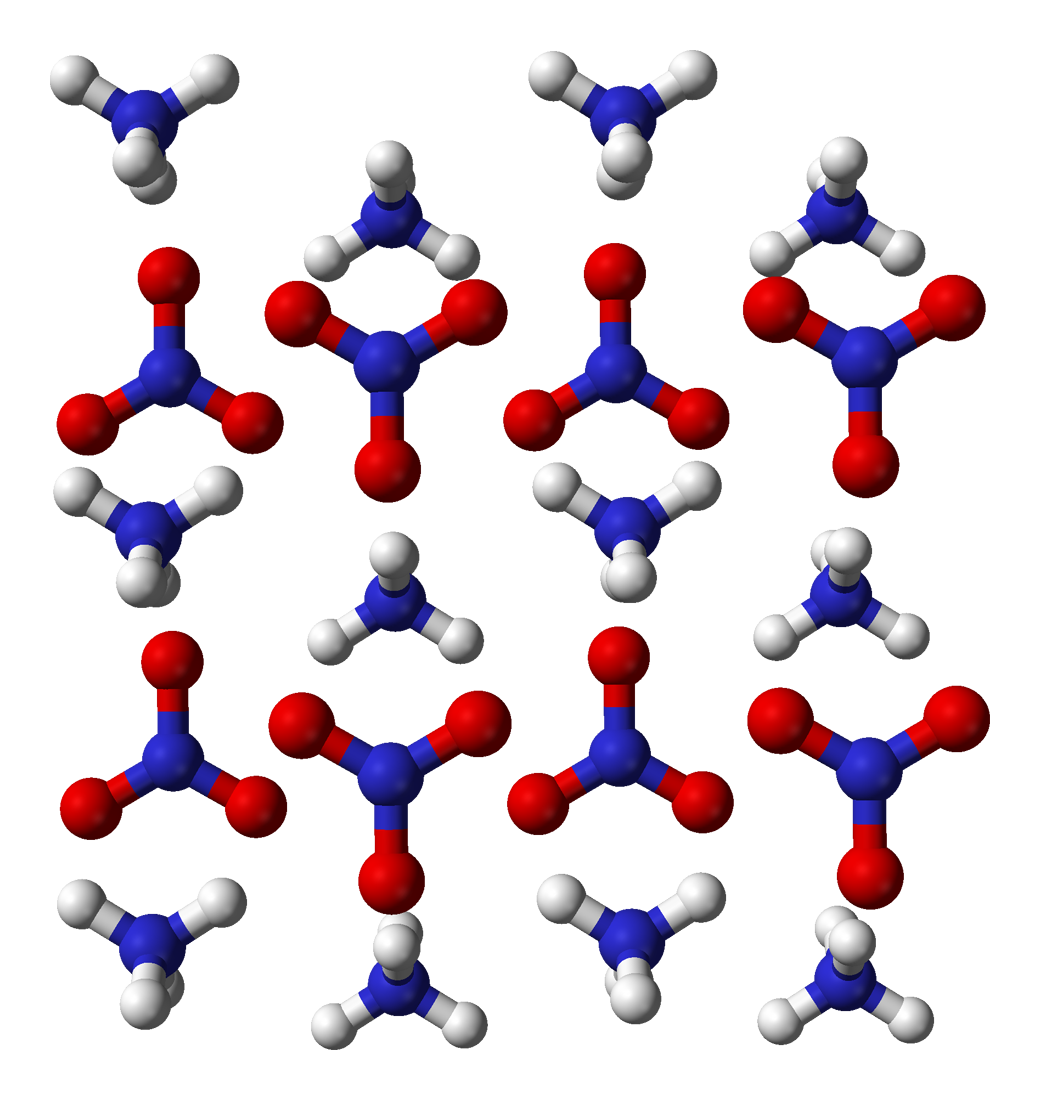
Аммиачная селитра
(3D-модель)

Агрегат АС-72 производительностью 450 тысяч тонн аммиачной селитры в год, объекты по её транспортировке и склад хранения насыпью (1-я очередь — объёмом 8000 тонн) являлись основным комплексом первого пускового минимума ЗМУ. Цех № 57 (аммиачной селитры) был организован с 1 ноября 1977 года. Обучение технологического персонала проходило в несколько этапов: сначала — курсовое теоретическое обучение в учебном корпусе завода, затем — комплектование групп для прохождения практики в работающих производствах на агрегатах АС-72.

По воспоминаниям Ю. В. Панкратова, работавшего начальником участка:
Пуск цеха аммиачной селитры проводился в сложных погодных условиях — при температурах наружного воздуха до - 45 °С. Кроме того, было психологически тяжело пускать агрегат, подобный тому, что взорвался в г. Чирчике в Узбекистане. Погибла вся смена, в т. ч. и начальник цеха, а на месте агрегата образовалась воронка глубиной 6 м. (...) Для выполнения правительственного задания пустить цех к Новому, 1979-му году руководство завода и цеха взяло на себя тяжелейшую ответственность пуска цеха собственными силами, без заполнения реактора слабыми растворами.
28 декабря 1978 года был осуществлён выпуск первой кирово-чепецкой гранулированной аммиачной селитры. По согласованию с областным сельхозуправлением первые 3,6 тысячи тонн (84 хоппера) были отгружены в районные «сельхозхимии». Через несколько дней после отправки стали поступать телеграммы о невозможности разгрузить вагоны — продукт слежался и превратился в глыбы. Производство пришлось остановить, во все районы направить бригады работников цеха. С большим трудом, вручную, в условиях мороза до 50 °С, в шланговых противогазах, вагоны были разгружены. До выяснения причин слёживаемости продукта бестарные перевозки были остановлены. К этому времени были закончены работы по строительству первой очереди расфасовочного отделения, и в конце января цех начал отгрузку продукта, затаренного в 50-килограммовые пятислойные бумажные мешки в крытых вагонах. В течение 1979 года, пока проектно-конструкторским отделом комбината не была разработана, а ремонтно-механическим заводом изготовлена мешкопогрузочная машина (МПМ), операция погрузки мешков выполнялась вручную. Решением министерства конструкторская документация на МПМ была передана на Рыбинский машиностроительный завод и большинство точек погрузки в дальнейшем оборудовались МПМ рыбинского производства.
Работы по изучению факторов, влияющих на слёживаемость, проводились непосредственно в цехе. В результате были найдены оптимальные условия, обеспечивающие нормальную перевозку насыпью гранулированной аммиачной селитры: температуры, влажности, равномерности нанесения диспергатора на поверхность гранул. Для выполнения этих условий были уточнены нормы технологического процесса, реконструировано аппаратурное оборудование. К августу 1979 года эти работы были выполнены, до конца года в хозяйства области были отправлены 342 хоппера (15887 тонн), — аммиачная селитра из них выгружалась свободно и без остатков. В Слободском районе провели эксперимент по закладке на хранение (с декабря по март) 1000 тонн аммиачной селитры в виде бурта площадью 300 м² и высотой 6 м. Проведённая весной 1980 года разборка бурта автопогрузчиками прошла без затруднений.
В феврале 1982 года был запущен в эксплуатацию 2-й агрегат АС-72. Вехой в улучшении качества продукции стало использование в качестве добавки к аммиачной селитре магнезиальной азотнокислотной вытяжки из шлама, получаемого в цехе водоподготовки (включающего соединения магния, кальция, алюминия, железа, кремния). Имеющая рыжий цвет аммиачная селитра с этой добавкой имела настолько хорошую рассыпчатость, что стали возможны отказ от применения диспергаторов (с колоссальным экономическим эффектом) и получение официального разрешения от министра сельского хозяйства РСФСР В. П. Никонова на её перевозку бестарным способом.
Наибольший годовой выпуск аммиачной селитры был в 1990 году (1 миллион 29 тысяч тонн), что на 15 % превысило проектную мощность и стало абсолютным рекордом среди всех заводов страны. В 1990-е годы для выполнения требований зарубежных потребителей в цехе была построена промышленная установка по затариванию продукта в мягкие контейнеры весом 500 кг. Помимо них, стала проводиться отгрузка в вагонах типа «минераловоз» или «зерновоз» до портов Калининграда, Санкт-Петербурга и Мурманска с перегрузкой на морские суда.

### Производство аммиака
В первые три с половиной года жидкий аммиак для производства слабой азотной кислоты являлся привозным и поступал в специальных цистернах с предприятий азотной промышленности. Его сливали в шаровые резервуары, а затем подавали в цех № 53. Цех № 55 (аммиака) был организован с 1 ноября 1977 года.
Промышленный способ получения аммиака основан на прямом взаимодействии водорода и азота (так называемый процесс Габера):
{\displaystyle {\mathsf {N_{2}+3H_{2}\rightleftarrows 2NH_{3}+Q}}}
Это один из сложнейших технологических процессов из-за его многостадийной схемы с множеством каталитических и других химических реакций, осуществляемых при очень высоких температуре и давлении. Проекты агрегатов АМ-70 и АМ-76 по выпуску аммиака были разработаны в Государственном институте азотной промышленности (ГИАП). Компонентами процесса являются природный газ (содержащий около 98 % метана) и атмосферный воздух. Он включает в себя конверсию метана и окиси углерода, очистку азото-водородной смеси от углекислого газа и получение синтез-газа, синтез аммиака, его конденсацию, охлаждение жидкого аммиака и его передачу в хранилище склада.
Конверсия метана проводится на никелевом катализаторе в 2 стадии с получением водорода и окиси углерода. Первая проходит в трубчатом риформинге при температуре около 800 °С и давлении 35 атмосфер. Подогретая парогазовая смесь подаётся в заполненные катализатором трубы, а полученная смесь газов с содержанием остаточного метана 9÷11 % на второй стадии проходит окончательную конверсию в шахтном риформинге при температуре около 1000 °С и том же давлении. Перевод (конверсия) окиси водорода в двуокись также состоит из 2 стадий. На первой реакция идёт на железохромовом катализаторе при температуре около 400 °С, на второй — на медном катализаторе при температуре 200÷250 °С. Очистка азотоводородной смеси от двуокиси углерода проводится раствором моноэтаноламина, который при температуре 50 °С активно абсорбирует углекислый газ, а при 100 °С десорбирует его с последующим выводом из процесса. Окончательно синтез-газ очищается от остатков окислов углерода методом метанирования на никелевом катализаторе.
Синтез-газ (с соотношением азота и водорода 1:3) охлаждается до 45 °С и поступает на многоступенчатый центробежный компрессор, где сжимается до давления 220 атмосфер, после чего идёт в колонну синтеза, где на катализаторе из чистого железа при температуре 550 °С идёт образование аммиака. При прохождении через колонну в аммиак превращается небольшая доля синтез-газа, которая в абсорбционно-холодильных установках сжижается и отделяется. Освобождённый от аммиака синтез-газ всасывается циркуляционной ступенью компрессора, смешивается с добавляемым синтез-газом и вновь направляется в колонну синтеза.
Теплота охлаждаемого с 1000 до 45 °С синтез-газа используется в теплообменниках и котлах-утилизаторах для получения водяных паров для привода турбин центробежных компрессоров и насосов, для подогрева растворов моноэтаноламина и в других целях.
Строительство 1-й очереди (АМ-70) было начато задолго до создания цеха, в 1975 году. Персонал, набранный в 1977—1978 годах, прошёл все этапы подготовки в отраслевом учебном центре «Союзазота» в городе Северодонецке, на предприятиях Северодонецка, Березников, Йонавы, Тольятти. В мае 1980 года была принята в работу пусковая парокотельная, в июне — началась продувка паропроводов, в августе — провели пуск воздушного компрессора, в октябре—ноябре провели продувку технологических трубопроводов сжатым воздухом, провели загрузку катализаторов в трубы и шахты риформинга, в конверторы газов, в декабре закончили монтаж дымососов с приводом от паровых турбин. Кроме того, 30 сентября 1980 года в эксплуатацию был принят первый на КЧХК управляющий вычислительный комплекс М-6000, на котором реализовали автоматизированную систему управления технологическим процессом «Азот», а позже — АСУТП «Азот-Т» и «Кислота». В течение 1981 года проходили пусконаладочные работы на блоках риформинга, установках парообразования и в отделении подготовки глубокообессоленной воды, был принят жидкий аммиак для опробования абсорбционно-холодильных установок, проведена загрузка катализатора в колонны синтеза.

Важнейшим блоком агрегата аммиака является компрессор синтез-газа. На всех производствах получения аммиака в СССР применялись мощные компрессоры японского производства, первый отечественный был разработан Ленинградским заводом турбокомпрессорного оборудования. Министр Е. П. Славский принял решение о его применении на монтируемом в Кирово-Чепецке агрегате АМ-70, сказав при этом:
Мы сделали водородную бомбу, построили атомную электростанцию, осилим и компрессор.
 Строительные работы по зданию компрессии были завершены в IV квартале 1978 года, после чего начали монтаж компрессора и его технологической обвязки, а также гидравлической, пневматической и электрической систем управления и защиты. В октябре 1981 года был выпущен совместный со строителями приказ о создании оперативного штаба по предпусковой подготовке и комплексному опробованию компрессора. В канун 1982 года компрессор синтез-газа был выведен на рабочие обороты без подачи азотоводородной смеси в отделение синтеза. За январь-февраль 1982 года компрессор четырежды включался в работу, каждый раз выявлялись новые неполадки, затем устраняемые. 18 марта был получен первый кирово-чепецкий аммиак, агрегат АМ-70 приняли в эксплуатацию.

Опытно-промышленная эксплуатация компрессора синтез-газа проходила с большим трудом. В мае 1982 года было получено 9083 тонн товарного аммиака, но при этом было 15 пусков компрессора, в августе — 13,5 тысячи тонн при 9 остановках и пусках. В периоды остановок-пусков полученная азотно-водородная смесь сжигалась на факельной установке, и агрегат АМ-70 «в народе» получил название:
Фабрика по сжиганию газа, получению шума и выплате зарплаты.
Постепенно производство стабилизировалось: в ноябре было получено 14 тысяч тонн аммиака, в декабре — 22,5, в январе — 28,5. В дальнейшем такая пониженная нагрузка, с выполнением кратковременных остановок, поддерживалась до капитального ремонта, проведённого на агрегате в сентябре 1983 года с целью ревизии многочисленных инженерных новаций, накопленных в виде врезок, заглушек, схем контроля и регулирования и других изменений, появлявшихся после каждой из его остановок. В октябре по итогам испытаний компрессора участвовавшие в них специалисты завода-изготовителя подготовили обширный отчёт с изложением полученных результатов по газодинамическим характеристикам самого компрессора, технико-экономическим показателям паровой турбины, помпажным и шумовым характеристикам. Был сделан вывод:
Компрессорный агрегат синтез-газа с доработками, сделанными на Кирово-Чепецком химическом комбинате, соответствует данным, которые были предусмотрены проектом, и может использоваться в агрегатах аммиака.
Однако рекомендация Государственной комиссии о его серийном производстве не была поддержана, и смонтированный в Кирово-Чепецке компрессор остался первым и единственным отечественным аппаратом такого типа.
В ноябре 1983 года агрегат АМ-70 вышел на проектную мощность. В июле 1985 года была получена миллионная тонна аммиака, 7 декабря 1987 года был достигнут показатель 2 миллионов тонн, 14 апреля 1996 года — 5 миллионов. В 1994 году на агрегате провели реконструкцию колонны синтеза, внедрив разработку датской компании «Haldor Topsøe» по замене катализатора и снижению давления в контуре синтеза с 280 до 225 кгс/см², что дало экономию природного газа, в 1997 году заменили уплотнительную масляную систему на компрессоре синтез-газа на газовые «сухие» уплотнения, предложенные британской компанией «John Crane», что позволило повысить надёжность, снизить потребление электроэнергии и уменьшить пожароопасность.
Проектная документация на строительство 2-й очереди (АМ-76) была получена в 1979 году. Проект агрегата АМ-76 значительно отличался от АМ-70: были изменения в компоновке и выборе оборудования, изменена схема водооборотного цикла, а главное — применён другой компрессор синтез-газа, производства японской компании «TEC». В январе 1981 года II очередь производства аммиака была выделена в новый цех № 83. Контроль над строительством компрессора вели японские специалисты, для проживания которых был выделен подъезд в 5-этажном доме. 20 января 1984 года начала работу комиссия по приёмке компрессора и всего агрегата АМ-76 для комплексного опробования на рабочих средах. 28 февраля азото-водородная смесь начала поступать в колонну синтеза, 2 марта на новом агрегате был получен первый аммиак. После первых месяцев работы, с несколькими остановками, после которых выявлялись и устранялись их причины, в октябре 1984 года агрегат АМ-76 вышел на проектную мощность.

### Склад жидкого аммиака
Находящийся в 2 километрах от цехов завода минеральных удобрений объект по приёму, хранению, переработке и выдаче потребителям аммиака является ответственным технологическим участком из-за степени химической опасности по возможной загазованности больших территорий при его разрушении или неисправности. Этот сложный технологический узел состоит из комплекса оборудования по хранению (шаровые резервуары и изотермические хранилища), сливно-наливной и технологических эстакад с десятками километров трубопроводов различного диаметра, аммиачно-холодильных установок с поршневыми или винтовыми насосами.

Поскольку первые годы производства азотной кислоты и аммиачной селитры работали на привозном аммиаке, склад жидкого аммиака (СЖА) начинали строить одновременно с ними с создания сливно-наливной эстакады и шаровых резервуаров для хранения жидкого аммиака. Как вспоминал начальник участка СЖА И. Л. Касимов:
Приходилось лазать по лесам, установленным на аппаратах. Диаметр шаровых резервуаров 16 метров, а высота и диаметр изотермических резервуаров около 30 метров. Наверное, не сосчитать, сколько километров сварных швов пришлось просмотреть. «Доставали» и трубопроводы, смонтированные на эстакадах — здесь также проверялся каждый шов до наложения изоляции и особенно арматуры (...) Работали по 14—16 часов в сутки, приходили домой только спать. Добирались до дома тоже с трудом: проезд только на диспетчерских автобусах, а часто приходилось добираться и пешком до завода полимеров.
В апреле 1978 года был подготовлен к сдаче 1-й шаровой резервуар, в июне — 2-й. Начало их эксплуатации сдерживало отсутствие природного газа, необходимого для факельной установки, служащей для сжигания остатков аммиака при «сдувках» с железнодорожных цистерн, продувках аммиакопроводов и оборудования. Приём газа на СЖА состоялся 28 августа 1978 года, зажжённый над установкой факел ознаменовал приход природного газа в Кировскую область. 8 сентября из Березников на станцию Чепецкую прибыли первые цистерны, а 9 сентября на СЖА приступили к сливу жидкого аммиака в шаровые резервуары.
Изотермические хранилища для жидкого аммиака объёмом до 10000 тонн каждое устроены по принципу термоса. Внутренний несущий корпус объёмом 20000 м³ отделён от наружного теплоизоляционным слоем (включая днище и купол крыши), продуваемым сухим азотом, подаваемым под небольшим давлением из газгольдера. Аммиак хранится при температуре 31—33 °С при почти атмосферном давлении, что обеспечивают специальные аммиачные холодильные установки и система защиты от повышения давления. Защитная обваловка ёмкостей выполнена в виде бетонной чаши (на 1-м хранилище) или железобетонного стакана (на 2-м). Первое хранилище было сдано в эксплуатацию 2 ноября 1981 года. Второе — 25 декабря 1983 года.
После крупной аварии на Йонавском ПО «Азот» с разрушением изотермического хранилища и разливом большого количества аммиака (20 марта 1989 года) на СЖА были смонтированы 2-я факельная установка только для изотермических хранилищ, новые схемы измерения давления и автоматического пуска компрессоров, стали применять акустико-эмиссионный метод освидетельствования сосудов, хранилищ и цистерн, установлены контрольные реперы для определения деформации и осадки фундаментных плит хранилищ.

### Производство сложных минеральных удобрений
В решении Госплана СССР от 26 сентября 1974 года значилось задание по созданию в Кирово-Чепецке производства нитроаммофоски (тройного NPK-удобрения) объёмом 1200 тысяч тонн в год. Однако в мае 1985 года Минсредмаш СССР разрешило на первом этапе выпуск азотно-фосфорного удобрения по согласованным с Министерством сельского хозяйства СССР техническим условиям. К выпуску тройных удобрений на ЗМУ вернулись только в конце 1990-х годов.
Производство сложных удобрений на ЗМУ объединяет два цеха: в одном вскрывают апатиты и создают сырьевую базу для будущих удобрений, в другом — получают готовую продукцию. Эти цеха, № 54 (фосфорной кислоты и нитратных солей) и № 58 (нитроаммофосфата), были организованы 15 сентября 1981 года.
В цехе № 54 была реализована азотнокислотная технология вскрытия апатитов, разработанная в центральной заводской лаборатории, включающая 5 технологических участков:
— разложения апатита и кристаллизации нитрата кальция;
— конверсии нитрата кальция и аммонизации азотно-фосфорных растворов;
— производства карбоната кальция и нитрата аммония;
— производство холода и компримирования углекислого газа;
— приёма сырья и отгрузки карбоната кальция.
В цехе № 58 было образовано 4 технологических участка:
— получения упаренной пульпы из аммонизированных азотно-фосфорных растворов цеха № 54;
— сушки, грануляции и модификации сложных удобрений;
—  получения фторида кальция и дигидродикальцийфосфата;
— складирования готовой продукции, её упаковки и отгрузки.
Работы по подготовке новой строительной площадки (площадью 50 га) начались в 1974 году. Однако только в июле 1982 года, после пуска в работу производства аммиака, был утверждён пусковой минимум первой очереди производства нитроаммофосфата. Он включал не только строительство основных корпусов, но и установку 180-метровых выхлопных труб, а также создание десятков километров железнодорожных путей и автодорог. Большой проблемой для строителей стал высокий уровень грунтовых вод. Так, при устройстве на складе апатита для разгрузки минераловозов бункеров, расположенных под железнодорожными путями и имеющих уровнем ниже систему пневмотрубопроводов передачи минерала в складские силосы, глубина котлованов составила 12 метров, поэтому пришлось создавать работающую поныне систему дренажных насосов и помещать оборудование заглублённой части в цельнометаллический стальной каркас.
В первой половине 1985 года на технологических участках цеха № 54 было начато индивидуальное и комплексное опробование оборудования, в ходе которого были выявлены многочисленные дефекты, для устранения которых заводы-изготовители были вынуждены направить в Кирово-Чепецк ремонтные бригады: например, представители новосибирского завода «Промстальконструкция» провели балансировку и доработку сотен перемешивающих устройств, таллинского завода «Двигатель» — дополнительную проварку титановых труб теплообменников. В начале сентября в цех поступили первые минераловозы с апатитовым концентратом, цистерна с кальцинированной содой и вагон с карбамидом. В октябре — был принят жидкий аммиак. К началу ноября пусконаладочные работы и комплексное опробование на рабочих средах по всему технологическому циклу были завершены, и 7 ноября 1985 года для передачи в цех № 58 были подготовлены первые кондиционные аммонизированные азотно-фосфорные растворы (ААФР).
Параллельно велось строительство корпусов цеха № 58, монтаж и наладка его оборудования. С наибольшими трудностями пришлось столкнуться при установке и запуске таких крупногабаритных механизмов, как аппараты БГС (барабан-гранулятор-сушилка) диаметром 4,5 и длиной 16 метров, вес которых с продуктом достигает 130 тонн, отчего требования к приводам их вращения очень высоки. Именно в них после упаривания ААФР (проводимого в многокорпусных выпарных аппаратах с принудительной циркуляцией упариваемых растворов) и очистки сокового пара на ионообменных смолах, проводится сушка и грануляция готового продукта. После рассева, охлаждения и обработки противослёживающими реагентами он специальными транспортёрами подаётся на упаковку или загрузку насыпью.
В октябре 1985 года первая очередь цеха № 58 была принята под комплексное опробование оборудования. Процесс упарки поступившего из цеха № 54 ААФР был начат 8 ноября, через 4 дня пульпа была подана на БГС, 13 ноября первые гранулы кирово-чепецкого двойного удобрения поступили на ленточный транспортёр.
Вторым продуктом, получаемым при переработке апатитов в цехе № 54, являлся мел. Его производство относилось к объектам второй очереди строительства, комплексное опробование который было начато 11 августа 1986 года. Сушка мела проходит в барабанных горизонтальных сушилках, где сушильным агентом выступает получаемый при сжигании природного газа «топочный газ». В 1989—1991 годах громоздкие камерные топки были заменены малогабаритными газовыми калориферами ТГУ-6 по проекту ПО «Узбекспецэнергногаз», с получением экономии природного газа). До конца 1986 года в работу были пущены все сушильные системы и начата отгрузка мела потребителям. Если в первые годы основным потребителем мела являлось сельское хозяйство (для раскисления почв), то затем его стала приобретать и промышленность (стекольная, бумажная, стройматериалов, красок).
Третьим продуктом, получаемым при переработке апатитов, являлся карбонат стронция. Исходным сырьём для него служит содержащий стронций осадок, формируемый в специальных сгустителях. Он разбавляется азотной кислотой и после фильтрации поступает на стадию выделения нитрата стронция, который после очистки и конверсии переходит в карбонат, подвергается сушке, грануляции и прокалке. Охлаждённый продукт на грохоте разделяется на гранулированную и пылевидную фракции. Высококачественный карбонат стронция востребован в электронной промышленности (в частности, в 1980—1990 годы, для производства цветных кинескопов) и при изготовлении ферромагнетиков. Комплексное опробование этого участка было проведено в ноябре—декабре 1987 года, первая партия продукта получена в канун 1988 года.
В цехе № 58 в декабре 1986 года была сдана в эксплуатацию вторая очередь производства нитроаммофосфата, с транспортными галереями и корпусами складирования, упаковки и отгрузки. В 1992 году цех произвёл четырёхмиллионную тонну азотнофосфорных удобрений, при этом проектная мощность была освоена только на 50—55 %.
Создание в цехе № 58 производства фторида кальция из получаемых в цехе № 54 мела и КФН (кремнефторида натрия) было завершено к 1989 году. Оно включило в себя гидролиз КФН аммиачной водой с последующим разделением жидкой и твёрдой фаз на барабанных фильтрах, последующую конверсию фтористого аммония чистым мелом с разделением и промывкой осадка, его сушку в сушилках с фонтанирующим слоем и транспортировку пневмотранспортом на склад. Потребителем фторида кальция стал цех № 1 завода полимеров (для получения фтористого водорода). В 1995 году в цехе была запущена установка по производству другой соли, дигидродикальций фосфата (ДДКФ, используемой для производства обогащённых фтором зубных паст).
В 1990-е годы были отработаны режимы выпуска удобрений с микроэлементами (цинк, бор, другие) и окрашенных удобрений, был начат выпуск менее затратного обеднённого удобрения (азопреципитата), освоена технология получения бесхлорных тройных удобрений хорошего качества на основе поташа и сульфата кальция (по причине высокой себестоимости оказавшаяся нерентабельной).
В 2002 году, после реконструкции производства, на ЗМУ были получены первые партии тройных удобрений на основе хлористого калия, а в течение двух лет освоены четыре марки трёхкомпонентных удобрений. После выделения в 2005 году завода минеральных удобрений из состава КЧХК работа в этом направлении продолжилась: в 2006 году были получены первые партии известково-аммиачной селитры, через год — кальцийазотосульфата, в 2012 году освоено производство азотосульфата.

## Период приватизации
1 июля 1993 года была создана рабочая комиссия по приватизации Кирово-Чепецкого химического комбината (во исполнение Указа Президента Российской Федерации от 1 июля 1992 года «Об организации преобразований государственных предприятий, добровольных объединений в акционерные общества». Преобразование предприятия в акционерное общество произошло распоряжением Правительства России от 20 мая 1994 года.
В 2003 году из состава КЧХК было выделено дочернее ООО «Завод полимеров КЧХК», в мае 2005 года создано дочернее ООО «ЗМУ КЧХК».
В 2004 году на открытом аукционе РФФИ компания, контролируемая Д. А. Мазепиным, приобрела основной пакет акций ОАО «КЧХК».
По требованию прокуратуры Кировской области в 2007 году объекты и территории завода полимеров, подверженные радиоактивному заражению, были выведены из состава приватизированного в составе КЧХК имущества, возвращены государству и переданы на баланс ФГУП «Центр управления федеральной собственностью».
В октябре 2007 года была создана компания ОАО «ОХК „Уралхим“», с целью объединения активов Д. А. Мазепина по выпуску минеральных удобрений. В 2008 году 100 % акций ОАО «КЧХК» перешло в собственность компании «Уралхим». Непрофильные для рынка минеральных удобрений активы (в частности, Завод полимеров КЧХК), вместе с пермским химическим предприятием «Галоген» были объединены в холдинг «ГалоПолимер».
В 2010 году ОАО «Кирово-Чепецкий химический комбинат им. Б. П. Константинова» было реорганизован в форме его присоединения к Заводу минеральных удобрений КЧХК.

### Издание об истории Кирово-Чепецкого химического комбината
- Уткин В. В. Завод у двуречья. Кирово-Чепецкий химический комбинат: строительство, развитие, люди. — Киров: Дом печати — Вятка, 2004. — Т. 1 (1938—1946). — 64 с. — 1000 экз. — ISBN 5-85271-162-4.
- Уткин В. В. Завод у двуречья. Кирово-Чепецкий химический комбинат: строительство, развитие, люди. — Киров: Дом печати — Вятка, 2005. — Т. 2 (1947—1953). — 160 с. — 1000 экз. — ISBN 5-7476-0008-7.
- Уткин В. В. Завод у двуречья. Кирово-Чепецкий химический комбинат: строительство, развитие, люди. — Киров: Дом печати — Вятка, 2006. — Т. 3 (1954—1971). — 240 с. — 1000 экз. — ISBN 5-85271-250-7.
- Уткин В. В. Завод у двуречья. Кирово-Чепецкий химический комбинат имени Б. П. Константинова: строительство, развитие, люди. — Киров: Дом печати — Вятка, 2007. — Т. 4 (1973—1992), часть 1. — 144 с. — 1000 экз. — ISBN 978-5-85271-293-6.
- Логинов Н. Д. Завод минеральных удобрений. Кирово-Чепецкий химический комбинат имени Б. П. Константинова: строительство, развитие, люди. — Киров: Дом печати — Вятка, 2007. — Т. 4 (1973—1997), часть 2. — 224 с. — 1000 экз. — ISBN 978-5-85271-291-2.
- Логинов Н. Д. Завод минеральных удобрений. Кирово-Чепецкий химический комбинат имени Б. П. Константинова: строительство, развитие, люди. — Киров: Дом печати — Вятка, 2007. — Т. 4 (1973—1997), часть 3. — 112 с. — 1000 экз. — ISBN 978-5-85271-302-5.

### Другая литература
- Борис Петрович Зверев. Человек-эпоха / Прокашев В. Н. (сост.). — Киров: ВЕСИ, 2015. — 186 с. — 200 экз. — ISBN 978-5-4338-0213-1.
- Быль и легенда города: Яков Филимонович Терещенко / Кузнецова И. А. (ред.). — Киров: Радуга-ПРЕСС, 2014. — 266 с. — (Почётные граждане г. Кирово-Чепецка). — 200 экз. — ISBN 978-5-906544-46-9.
- Город Кирово-Чепецк: От прошлого к будущему / Кузнецова И. А. (ред.). — Киров: О-Краткое, 2010. — 312 с. — 1200 экз. — ISBN 978-5-88186-926-7.
- Вербовая Т. А., Гриценко В. В., Глянцев С. П., Давыденко В. В., Белевитин А. Б., Свистов А. С., Евдокимов С. В., Никифоров В. С. Отечественные механические протезы клапанов сердца (прошлое и настоящее создания и клинического применения). — СПб.: Наука, 2011. — 195 с. — 1000 экз. — ISBN 978-5-02-025450-3.
- Прокашев В. Н. Кирово-Чепецк: хроника событий. — Киров: Лобань, 2012. — 162 с. — 150 экз.